# فهرست سیارک‌ها (۱۶۶۰۰۱–۱۶۷۰۰۱)
فهرست سیارک‌ها (۱۶۶۰۰۱ - ۱۶۷۰۰۱) فهرست سیارک‌ها از ۱۶۶۰۰۱ تا ۱۶۷۰۰۱ است.
| نام    | نام انگلیسی | تاریخ کشف       |
| ------ | ----------- | --------------- |
| ۱۶۶۰۰۱ | 2002 AV51   | ۹ ژانویه ۲۰۰۲   |
| ۱۶۶۰۰۲ | 2002 AW58   | ۹ ژانویه ۲۰۰۲   |
| ۱۶۶۰۰۳ | 2002 AD64   | ۱۱ ژانویه ۲۰۰۲  |
| ۱۶۶۰۰۴ | 2002 AA67   | ۱۴ ژانویه ۲۰۰۲  |
| ۱۶۶۰۰۵ | 2002 AL72   | ۸ ژانویه ۲۰۰۲   |
| ۱۶۶۰۰۶ | 2002 AH91   | ۱۳ ژانویه ۲۰۰۲  |
| ۱۶۶۰۰۷ | 2002 AY108  | ۹ ژانویه ۲۰۰۲   |
| ۱۶۶۰۰۸ | 2002 AL112  | ۹ ژانویه ۲۰۰۲   |
| ۱۶۶۰۰۹ | 2002 AS114  | ۹ ژانویه ۲۰۰۲   |
| ۱۶۶۰۱۰ | 2002 AL115  | ۹ ژانویه ۲۰۰۲   |
| ۱۶۶۰۱۱ | 2002 AS119  | ۹ ژانویه ۲۰۰۲   |
| ۱۶۶۰۱۲ | 2002 AU125  | ۱۱ ژانویه ۲۰۰۲  |
| ۱۶۶۰۱۳ | 2002 AD128  | ۱۳ ژانویه ۲۰۰۲  |
| ۱۶۶۰۱۴ | 2002 AQ138  | ۹ ژانویه ۲۰۰۲   |
| ۱۶۶۰۱۵ | 2002 AD143  | ۱۳ ژانویه ۲۰۰۲  |
| ۱۶۶۰۱۶ | 2002 AO143  | ۱۳ ژانویه ۲۰۰۲  |
| ۱۶۶۰۱۷ | 2002 AJ152  | ۱۴ ژانویه ۲۰۰۲  |
| ۱۶۶۰۱۸ | 2002 AN154  | ۱۴ ژانویه ۲۰۰۲  |
| ۱۶۶۰۱۹ | 2002 AN160  | ۱۳ ژانویه ۲۰۰۲  |
| ۱۶۶۰۲۰ | 2002 AZ162  | ۱۳ ژانویه ۲۰۰۲  |
| ۱۶۶۰۲۱ | 2002 AN163  | ۱۳ ژانویه ۲۰۰۲  |
| ۱۶۶۰۲۲ | 2002 AT163  | ۱۳ ژانویه ۲۰۰۲  |
| ۱۶۶۰۲۳ | 2002 AB171  | ۱۴ ژانویه ۲۰۰۲  |
| ۱۶۶۰۲۴ | 2002 AZ176  | ۱۴ ژانویه ۲۰۰۲  |
| ۱۶۶۰۲۵ | 2002 AE192  | ۱۲ ژانویه ۲۰۰۲  |
| ۱۶۶۰۲۶ | 2002 AF192  | ۱۲ ژانویه ۲۰۰۲  |
| ۱۶۶۰۲۷ | 2002 AV202  | ۱۳ ژانویه ۲۰۰۲  |
| ۱۶۶۰۲۸ | 2002 AR204  | ۱۱ ژانویه ۲۰۰۲  |
| ۱۶۶۰۲۹ | 2002 BN8    | ۱۸ ژانویه ۲۰۰۲  |
| ۱۶۶۰۳۰ | 2002 BJ10   | ۱۸ ژانویه ۲۰۰۲  |
| ۱۶۶۰۳۱ | 2002 BP12   | ۲۰ ژانویه ۲۰۰۲  |
| ۱۶۶۰۳۲ | 2002 BA14   | ۱۹ ژانویه ۲۰۰۲  |
| ۱۶۶۰۳۳ | 2002 BZ16   | ۱۹ ژانویه ۲۰۰۲  |
| ۱۶۶۰۳۴ | 2002 BG17   | ۱۹ ژانویه ۲۰۰۲  |
| ۱۶۶۰۳۵ | 2002 BC20   | ۲۲ ژانویه ۲۰۰۲  |
| ۱۶۶۰۳۶ | 2002 BH23   | ۲۳ ژانویه ۲۰۰۲  |
| ۱۶۶۰۳۷ | 2002 BR25   | ۲۵ ژانویه ۲۰۰۲  |
| ۱۶۶۰۳۸ | 2002 BD31   | ۱۹ ژانویه ۲۰۰۲  |
| ۱۶۶۰۳۹ | 2002 CZ2    | ۳ فوریه ۲۰۰۲    |
| ۱۶۶۰۴۰ | 2002 CE11   | ۶ فوریه ۲۰۰۲    |
| ۱۶۶۰۴۱ | 2002 CJ11   | ۵ فوریه ۲۰۰۲    |
| ۱۶۶۰۴۲ | 2002 CC12   | ۶ فوریه ۲۰۰۲    |
| ۱۶۶۰۴۳ | 2002 CN13   | ۸ فوریه ۲۰۰۲    |
| ۱۶۶۰۴۴ | 2002 CE14   | ۷ فوریه ۲۰۰۲    |
| ۱۶۶۰۴۵ | 2002 CJ17   | ۶ فوریه ۲۰۰۲    |
| ۱۶۶۰۴۶ | 2002 CL18   | ۶ فوریه ۲۰۰۲    |
| ۱۶۶۰۴۷ | 2002 CC21   | ۴ فوریه ۲۰۰۲    |
| ۱۶۶۰۴۸ | 2002 CH21   | ۵ فوریه ۲۰۰۲    |
| ۱۶۶۰۴۹ | 2002 CN21   | ۵ فوریه ۲۰۰۲    |
| ۱۶۶۰۵۰ | 2002 CJ27   | ۶ فوریه ۲۰۰۲    |
| ۱۶۶۰۵۱ | 2002 CM28   | ۶ فوریه ۲۰۰۲    |
| ۱۶۶۰۵۲ | 2002 CW32   | ۶ فوریه ۲۰۰۲    |
| ۱۶۶۰۵۳ | 2002 CH39   | ۱۱ فوریه ۲۰۰۲   |
| ۱۶۶۰۵۴ | 2002 CX48   | ۳ فوریه ۲۰۰۲    |
| ۱۶۶۰۵۵ | 2002 CL49   | ۳ فوریه ۲۰۰۲    |
| ۱۶۶۰۵۶ | 2002 CR49   | ۳ فوریه ۲۰۰۲    |
| ۱۶۶۰۵۷ | 2002 CO51   | ۱۲ فوریه ۲۰۰۲   |
| ۱۶۶۰۵۸ | 2002 CK52   | ۱۲ فوریه ۲۰۰۲   |
| ۱۶۶۰۵۹ | 2002 CZ52   | ۷ فوریه ۲۰۰۲    |
| ۱۶۶۰۶۰ | 2002 CE53   | ۷ فوریه ۲۰۰۲    |
| ۱۶۶۰۶۱ | 2002 CJ54   | ۷ فوریه ۲۰۰۲    |
| ۱۶۶۰۶۲ | 2002 CF60   | ۶ فوریه ۲۰۰۲    |
| ۱۶۶۰۶۳ | 2002 CT60   | ۶ فوریه ۲۰۰۲    |
| ۱۶۶۰۶۴ | 2002 CF62   | ۶ فوریه ۲۰۰۲    |
| ۱۶۶۰۶۵ | 2002 CU69   | ۷ فوریه ۲۰۰۲    |
| ۱۶۶۰۶۶ | 2002 CF75   | ۷ فوریه ۲۰۰۲    |
| ۱۶۶۰۶۷ | 2002 CK76   | ۷ فوریه ۲۰۰۲    |
| ۱۶۶۰۶۸ | 2002 CW76   | ۷ فوریه ۲۰۰۲    |
| ۱۶۶۰۶۹ | 2002 CJ79   | ۷ فوریه ۲۰۰۲    |
| ۱۶۶۰۷۰ | 2002 CC80   | ۷ فوریه ۲۰۰۲    |
| ۱۶۶۰۷۱ | 2002 CD80   | ۷ فوریه ۲۰۰۲    |
| ۱۶۶۰۷۲ | 2002 CT81   | ۷ فوریه ۲۰۰۲    |
| ۱۶۶۰۷۳ | 2002 CZ86   | ۷ فوریه ۲۰۰۲    |
| ۱۶۶۰۷۴ | 2002 CH93   | ۷ فوریه ۲۰۰۲    |
| ۱۶۶۰۷۵ | 2002 CX95   | ۷ فوریه ۲۰۰۲    |
| ۱۶۶۰۷۶ | 2002 CQ97   | ۷ فوریه ۲۰۰۲    |
| ۱۶۶۰۷۷ | 2002 CX100  | ۷ فوریه ۲۰۰۲    |
| ۱۶۶۰۷۸ | 2002 CS102  | ۷ فوریه ۲۰۰۲    |
| ۱۶۶۰۷۹ | 2002 CW102  | ۷ فوریه ۲۰۰۲    |
| ۱۶۶۰۸۰ | 2002 CX102  | ۷ فوریه ۲۰۰۲    |
| ۱۶۶۰۸۱ | 2002 CR103  | ۷ فوریه ۲۰۰۲    |
| ۱۶۶۰۸۲ | 2002 CR106  | ۷ فوریه ۲۰۰۲    |
| ۱۶۶۰۸۳ | 2002 CF112  | ۷ فوریه ۲۰۰۲    |
| ۱۶۶۰۸۴ | 2002 CF117  | ۸ فوریه ۲۰۰۲    |
| ۱۶۶۰۸۵ | 2002 CU117  | ۱۲ فوریه ۲۰۰۲   |
| ۱۶۶۰۸۶ | 2002 CX117  | ۱۲ فوریه ۲۰۰۲   |
| ۱۶۶۰۸۷ | 2002 CR123  | ۷ فوریه ۲۰۰۲    |
| ۱۶۶۰۸۸ | 2002 CF125  | ۷ فوریه ۲۰۰۲    |
| ۱۶۶۰۸۹ | 2002 CH129  | ۷ فوریه ۲۰۰۲    |
| ۱۶۶۰۹۰ | 2002 CG130  | ۷ فوریه ۲۰۰۲    |
| ۱۶۶۰۹۱ | 2002 CV132  | ۷ فوریه ۲۰۰۲    |
| ۱۶۶۰۹۲ | 2002 CO137  | ۸ فوریه ۲۰۰۲    |
| ۱۶۶۰۹۳ | 2002 CV139  | ۸ فوریه ۲۰۰۲    |
| ۱۶۶۰۹۴ | 2002 CZ140  | ۸ فوریه ۲۰۰۲    |
| ۱۶۶۰۹۵ | 2002 CW142  | ۹ فوریه ۲۰۰۲    |
| ۱۶۶۰۹۶ | 2002 CJ144  | ۹ فوریه ۲۰۰۲    |
| ۱۶۶۰۹۷ | 2002 CU151  | ۱۰ فوریه ۲۰۰۲   |
| ۱۶۶۰۹۸ | 2002 CT153  | ۸ فوریه ۲۰۰۲    |
| ۱۶۶۰۹۹ | 2002 CJ156  | ۶ فوریه ۲۰۰۲    |
| ۱۶۶۱۰۰ | 2002 CK158  | ۷ فوریه ۲۰۰۲    |
| ۱۶۶۱۰۱ | 2002 CV159  | ۸ فوریه ۲۰۰۲    |
| ۱۶۶۱۰۲ | 2002 CF160  | ۸ فوریه ۲۰۰۲    |
| ۱۶۶۱۰۳ | 2002 CY168  | ۸ فوریه ۲۰۰۲    |
| ۱۶۶۱۰۴ | 2002 CZ168  | ۸ فوریه ۲۰۰۲    |
| ۱۶۶۱۰۵ | 2002 CX169  | ۸ فوریه ۲۰۰۲    |
| ۱۶۶۱۰۶ | 2002 CH170  | ۸ فوریه ۲۰۰۲    |
| ۱۶۶۱۰۷ | 2002 CV171  | ۸ فوریه ۲۰۰۲    |
| ۱۶۶۱۰۸ | 2002 CB174  | ۸ فوریه ۲۰۰۲    |
| ۱۶۶۱۰۹ | 2002 CQ179  | ۱۰ فوریه ۲۰۰۲   |
| ۱۶۶۱۱۰ | 2002 CQ184  | ۱۰ فوریه ۲۰۰۲   |
| ۱۶۶۱۱۱ | 2002 CE185  | ۱۰ فوریه ۲۰۰۲   |
| ۱۶۶۱۱۲ | 2002 CN195  | ۱۰ فوریه ۲۰۰۲   |
| ۱۶۶۱۱۳ | 2002 CG204  | ۱۰ فوریه ۲۰۰۲   |
| ۱۶۶۱۱۴ | 2002 CH205  | ۱۰ فوریه ۲۰۰۲   |
| ۱۶۶۱۱۵ | 2002 CO208  | ۱۰ فوریه ۲۰۰۲   |
| ۱۶۶۱۱۶ | 2002 CJ214  | ۱۰ فوریه ۲۰۰۲   |
| ۱۶۶۱۱۷ | 2002 CG215  | ۱۰ فوریه ۲۰۰۲   |
| ۱۶۶۱۱۸ | 2002 CU216  | ۱۰ فوریه ۲۰۰۲   |
| ۱۶۶۱۱۹ | 2002 CK220  | ۱۰ فوریه ۲۰۰۲   |
| ۱۶۶۱۲۰ | 2002 CO220  | ۱۰ فوریه ۲۰۰۲   |
| ۱۶۶۱۲۱ | 2002 CA221  | ۱۰ فوریه ۲۰۰۲   |
| ۱۶۶۱۲۲ | 2002 CO221  | ۱۰ فوریه ۲۰۰۲   |
| ۱۶۶۱۲۳ | 2002 CF223  | ۱۱ فوریه ۲۰۰۲   |
| ۱۶۶۱۲۴ | 2002 CW226  | ۶ فوریه ۲۰۰۲    |
| ۱۶۶۱۲۵ | 2002 CT227  | ۶ فوریه ۲۰۰۲    |
| ۱۶۶۱۲۶ | 2002 CT228  | ۶ فوریه ۲۰۰۲    |
| ۱۶۶۱۲۷ | 2002 CJ234  | ۷ فوریه ۲۰۰۲    |
| ۱۶۶۱۲۸ | 2002 CP236  | ۸ فوریه ۲۰۰۲    |
| ۱۶۶۱۲۹ | 2002 CR236  | ۸ فوریه ۲۰۰۲    |
| ۱۶۶۱۳۰ | 2002 CP242  | ۱۱ فوریه ۲۰۰۲   |
| ۱۶۶۱۳۱ | 2002 CS251  | ۳ فوریه ۲۰۰۲    |
| ۱۶۶۱۳۲ | 2002 CD253  | ۳ فوریه ۲۰۰۲    |
| ۱۶۶۱۳۳ | 2002 CO260  | ۷ فوریه ۲۰۰۲    |
| ۱۶۶۱۳۴ | 2002 CR261  | ۷ فوریه ۲۰۰۲    |
| ۱۶۶۱۳۵ | 2002 CJ286  | ۱۰ فوریه ۲۰۰۲   |
| ۱۶۶۱۳۶ | 2002 CN296  | ۱۰ فوریه ۲۰۰۲   |
| ۱۶۶۱۳۷ | 2002 CW298  | ۱۱ فوریه ۲۰۰۲   |
| ۱۶۶۱۳۸ | 2002 CZ311  | ۱۵ فوریه ۲۰۰۲   |
| ۱۶۶۱۳۸ | 2002 DZ     | ۱۶ فوریه ۲۰۰۲   |
| ۱۶۶۱۴۰ | 2002 DR10   | ۲۰ فوریه ۲۰۰۲   |
| ۱۶۶۱۴۱ | 2002 DF15   | ۱۶ فوریه ۲۰۰۲   |
| ۱۶۶۱۴۱ | 2002 EZ     | ۵ مارس ۲۰۰۲     |
| ۱۶۶۱۴۳ | 2002 EC2    | ۹ مارس ۲۰۰۲     |
| ۱۶۶۱۴۴ | 2002 EO3    | ۷ مارس ۲۰۰۲     |
| ۱۶۶۱۴۵ | 2002 EH5    | ۱۰ مارس ۲۰۰۲    |
| ۱۶۶۱۴۶ | 2002 EP12   | ۱۴ مارس ۲۰۰۲    |
| ۱۶۶۱۴۷ | 2002 ED14   | ۵ مارس ۲۰۰۲     |
| ۱۶۶۱۴۸ | 2002 EU14   | ۵ مارس ۲۰۰۲     |
| ۱۶۶۱۴۹ | 2002 EO15   | ۵ مارس ۲۰۰۲     |
| ۱۶۶۱۵۰ | 2002 EA16   | ۶ مارس ۲۰۰۲     |
| ۱۶۶۱۵۱ | 2002 EM20   | ۹ مارس ۲۰۰۲     |
| ۱۶۶۱۵۲ | 2002 EQ23   | ۵ مارس ۲۰۰۲     |
| ۱۶۶۱۵۳ | 2002 ET24   | ۵ مارس ۲۰۰۲     |
| ۱۶۶۱۵۴ | 2002 EB28   | ۹ مارس ۲۰۰۲     |
| ۱۶۶۱۵۵ | 2002 EO28   | ۹ مارس ۲۰۰۲     |
| ۱۶۶۱۵۶ | 2002 EZ29   | ۹ مارس ۲۰۰۲     |
| ۱۶۶۱۵۷ | 2002 EB31   | ۹ مارس ۲۰۰۲     |
| ۱۶۶۱۵۸ | 2002 EE31   | ۹ مارس ۲۰۰۲     |
| ۱۶۶۱۵۹ | 2002 EV32   | ۱۱ مارس ۲۰۰۲    |
| ۱۶۶۱۶۰ | 2002 EB33   | ۱۱ مارس ۲۰۰۲    |
| ۱۶۶۱۶۱ | 2002 EH35   | ۱۱ مارس ۲۰۰۲    |
| ۱۶۶۱۶۲ | 2002 EK39   | ۹ مارس ۲۰۰۲     |
| ۱۶۶۱۶۳ | 2002 ER39   | ۹ مارس ۲۰۰۲     |
| ۱۶۶۱۶۴ | 2002 EV40   | ۹ مارس ۲۰۰۲     |
| ۱۶۶۱۶۵ | 2002 EV41   | ۱۲ مارس ۲۰۰۲    |
| ۱۶۶۱۶۶ | 2002 EC43   | ۱۲ مارس ۲۰۰۲    |
| ۱۶۶۱۶۷ | 2002 EY44   | ۱۰ مارس ۲۰۰۲    |
| ۱۶۶۱۶۸ | 2002 EC47   | ۱۲ مارس ۲۰۰۲    |
| ۱۶۶۱۶۹ | 2002 EF49   | ۱۲ مارس ۲۰۰۲    |
| ۱۶۶۱۷۰ | 2002 EP52   | ۹ مارس ۲۰۰۲     |
| ۱۶۶۱۷۱ | 2002 ES53   | ۱۳ مارس ۲۰۰۲    |
| ۱۶۶۱۷۲ | 2002 EF55   | ۱۲ مارس ۲۰۰۲    |
| ۱۶۶۱۷۳ | 2002 EO55   | ۱۳ مارس ۲۰۰۲    |
| ۱۶۶۱۷۴ | 2002 EO57   | ۱۳ مارس ۲۰۰۲    |
| ۱۶۶۱۷۵ | 2002 EE59   | ۱۳ مارس ۲۰۰۲    |
| ۱۶۶۱۷۶ | 2002 EC61   | ۱۳ مارس ۲۰۰۲    |
| ۱۶۶۱۷۷ | 2002 EA64   | ۱۳ مارس ۲۰۰۲    |
| ۱۶۶۱۷۸ | 2002 EE66   | ۱۳ مارس ۲۰۰۲    |
| ۱۶۶۱۷۹ | 2002 ED68   | ۱۳ مارس ۲۰۰۲    |
| ۱۶۶۱۸۰ | 2002 EH68   | ۱۳ مارس ۲۰۰۲    |
| ۱۶۶۱۸۱ | 2002 EW69   | ۱۳ مارس ۲۰۰۲    |
| ۱۶۶۱۸۲ | 2002 EN72   | ۱۳ مارس ۲۰۰۲    |
| ۱۶۶۱۸۳ | 2002 EY72   | ۱۳ مارس ۲۰۰۲    |
| ۱۶۶۱۸۴ | 2002 EA83   | ۱۳ مارس ۲۰۰۲    |
| ۱۶۶۱۸۵ | 2002 EE83   | ۱۳ مارس ۲۰۰۲    |
| ۱۶۶۱۸۶ | 2002 EQ83   | ۹ مارس ۲۰۰۲     |
| ۱۶۶۱۸۷ | 2002 EY85   | ۹ مارس ۲۰۰۲     |
| ۱۶۶۱۸۸ | 2002 EF86   | ۹ مارس ۲۰۰۲     |
| ۱۶۶۱۸۹ | 2002 EX89   | ۱۲ مارس ۲۰۰۲    |
| ۱۶۶۱۹۰ | 2002 EL91   | ۱۲ مارس ۲۰۰۲    |
| ۱۶۶۱۹۱ | 2002 EP91   | ۱۲ مارس ۲۰۰۲    |
| ۱۶۶۱۹۲ | 2002 EW91   | ۱۳ مارس ۲۰۰۲    |
| ۱۶۶۱۹۳ | 2002 EO93   | ۱۴ مارس ۲۰۰۲    |
| ۱۶۶۱۹۴ | 2002 EQ93   | ۱۴ مارس ۲۰۰۲    |
| ۱۶۶۱۹۵ | 2002 EM95   | ۱۴ مارس ۲۰۰۲    |
| ۱۶۶۱۹۶ | 2002 EY96   | ۱۱ مارس ۲۰۰۲    |
| ۱۶۶۱۹۷ | 2002 EE103  | ۹ مارس ۲۰۰۲     |
| ۱۶۶۱۹۸ | 2002 EK109  | ۹ مارس ۲۰۰۲     |
| ۱۶۶۱۹۹ | 2002 EY111  | ۹ مارس ۲۰۰۲     |
| ۱۶۶۲۰۰ | 2002 ES118  | ۱۰ مارس ۲۰۰۲    |
| ۱۶۶۲۰۱ | 2002 EL121  | ۱۱ مارس ۲۰۰۲    |
| ۱۶۶۲۰۲ | 2002 ER123  | ۱۲ مارس ۲۰۰۲    |
| ۱۶۶۲۰۳ | 2002 ES123  | ۱۲ مارس ۲۰۰۲    |
| ۱۶۶۲۰۴ | 2002 EV124  | ۱۲ مارس ۲۰۰۲    |
| ۱۶۶۲۰۵ | 2002 EA126  | ۱۲ مارس ۲۰۰۲    |
| ۱۶۶۲۰۶ | 2002 EL126  | ۱۲ مارس ۲۰۰۲    |
| ۱۶۶۲۰۷ | 2002 EW126  | ۱۲ مارس ۲۰۰۲    |
| ۱۶۶۲۰۸ | 2002 EL128  | ۱۲ مارس ۲۰۰۲    |
| ۱۶۶۲۰۹ | 2002 EL129  | ۱۳ مارس ۲۰۰۲    |
| ۱۶۶۲۱۰ | 2002 ER133  | ۱۳ مارس ۲۰۰۲    |
| ۱۶۶۲۱۱ | 2002 EP135  | ۱۴ مارس ۲۰۰۲    |
| ۱۶۶۲۱۲ | 2002 EX139  | ۱۲ مارس ۲۰۰۲    |
| ۱۶۶۲۱۳ | 2002 EJ141  | ۱۲ مارس ۲۰۰۲    |
| ۱۶۶۲۱۴ | 2002 EN144  | ۱۳ مارس ۲۰۰۲    |
| ۱۶۶۲۱۵ | 2002 EL146  | ۱۴ مارس ۲۰۰۲    |
| ۱۶۶۲۱۶ | 2002 EV146  | ۱۴ مارس ۲۰۰۲    |
| ۱۶۶۲۱۷ | 2002 ED148  | ۱۵ مارس ۲۰۰۲    |
| ۱۶۶۲۱۸ | 2002 EF149  | ۱۵ مارس ۲۰۰۲    |
| ۱۶۶۲۱۹ | 2002 EU150  | ۱۵ مارس ۲۰۰۲    |
| ۱۶۶۲۲۰ | 2002 EE153  | ۱۵ مارس ۲۰۰۲    |
| ۱۶۶۲۲۱ | 2002 EC155  | ۱۳ مارس ۲۰۰۲    |
| ۱۶۶۲۲۲ | 2002 FY3    | ۲۰ مارس ۲۰۰۲    |
| ۱۶۶۲۲۳ | 2002 FP6    | ۲۳ مارس ۲۰۰۲    |
| ۱۶۶۲۲۴ | 2002 FH9    | ۱۶ مارس ۲۰۰۲    |
| ۱۶۶۲۲۵ | 2002 FP9    | ۱۶ مارس ۲۰۰۲    |
| ۱۶۶۲۲۶ | 2002 FF11   | ۱۶ مارس ۲۰۰۲    |
| ۱۶۶۲۲۷ | 2002 FQ11   | ۱۶ مارس ۲۰۰۲    |
| ۱۶۶۲۲۸ | 2002 FY12   | ۱۶ مارس ۲۰۰۲    |
| ۱۶۶۲۲۹ | Palanga     | ۱۷ مارس ۲۰۰۲    |
| ۱۶۶۲۳۰ | 2002 FB17   | ۱۷ مارس ۲۰۰۲    |
| ۱۶۶۲۳۱ | 2002 FX19   | ۱۸ مارس ۲۰۰۲    |
| ۱۶۶۲۳۲ | 2002 FR21   | ۱۹ مارس ۲۰۰۲    |
| ۱۶۶۲۳۳ | 2002 FL26   | ۲۰ مارس ۲۰۰۲    |
| ۱۶۶۲۳۴ | 2002 FA28   | ۲۰ مارس ۲۰۰۲    |
| ۱۶۶۲۳۵ | 2002 FP29   | ۲۰ مارس ۲۰۰۲    |
| ۱۶۶۲۳۶ | 2002 FM33   | ۲۰ مارس ۲۰۰۲    |
| ۱۶۶۲۳۷ | 2002 FN33   | ۲۰ مارس ۲۰۰۲    |
| ۱۶۶۲۳۸ | 2002 FU33   | ۲۰ مارس ۲۰۰۲    |
| ۱۶۶۲۳۹ | 2002 FO37   | ۳۱ مارس ۲۰۰۲    |
| ۱۶۶۲۴۰ | 2002 FP39   | ۱۶ مارس ۲۰۰۲    |
| ۱۶۶۲۴۱ | 2002 GF12   | ۱۵ آوریل ۲۰۰۲   |
| ۱۶۶۲۴۲ | 2002 GL12   | ۱۵ آوریل ۲۰۰۲   |
| ۱۶۶۲۴۳ | 2002 GL13   | ۱۴ آوریل ۲۰۰۲   |
| ۱۶۶۲۴۴ | 2002 GD14   | ۱۴ آوریل ۲۰۰۲   |
| ۱۶۶۲۴۵ | 2002 GG16   | ۱۵ آوریل ۲۰۰۲   |
| ۱۶۶۲۴۶ | 2002 GR16   | ۱۵ آوریل ۲۰۰۲   |
| ۱۶۶۲۴۷ | 2002 GB20   | ۱۴ آوریل ۲۰۰۲   |
| ۱۶۶۲۴۸ | 2002 GZ20   | ۱۴ آوریل ۲۰۰۲   |
| ۱۶۶۲۴۹ | 2002 GB21   | ۱۴ آوریل ۲۰۰۲   |
| ۱۶۶۲۵۰ | 2002 GG23   | ۱۵ آوریل ۲۰۰۲   |
| ۱۶۶۲۵۱ | 2002 GU23   | ۱۵ آوریل ۲۰۰۲   |
| ۱۶۶۲۵۲ | 2002 GJ25   | ۱۳ آوریل ۲۰۰۲   |
| ۱۶۶۲۵۳ | 2002 GD27   | ۱۵ آوریل ۲۰۰۲   |
| ۱۶۶۲۵۴ | 2002 GO33   | ۱ آوریل ۲۰۰۲    |
| ۱۶۶۲۵۵ | 2002 GF42   | ۴ آوریل ۲۰۰۲    |
| ۱۶۶۲۵۶ | 2002 GV44   | ۴ آوریل ۲۰۰۲    |
| ۱۶۶۲۵۷ | 2002 GC55   | ۵ آوریل ۲۰۰۲    |
| ۱۶۶۲۵۸ | 2002 GY60   | ۸ آوریل ۲۰۰۲    |
| ۱۶۶۲۵۹ | 2002 GE62   | ۸ آوریل ۲۰۰۲    |
| ۱۶۶۲۶۰ | 2002 GF65   | ۸ آوریل ۲۰۰۲    |
| ۱۶۶۲۶۱ | 2002 GN65   | ۸ آوریل ۲۰۰۲    |
| ۱۶۶۲۶۲ | 2002 GK68   | ۸ آوریل ۲۰۰۲    |
| ۱۶۶۲۶۳ | 2002 GW69   | ۸ آوریل ۲۰۰۲    |
| ۱۶۶۲۶۴ | 2002 GL74   | ۹ آوریل ۲۰۰۲    |
| ۱۶۶۲۶۵ | 2002 GM83   | ۱۰ آوریل ۲۰۰۲   |
| ۱۶۶۲۶۶ | 2002 GO84   | ۱۰ آوریل ۲۰۰۲   |
| ۱۶۶۲۶۷ | 2002 GW87   | ۱۰ آوریل ۲۰۰۲   |
| ۱۶۶۲۶۸ | 2002 GQ89   | ۸ آوریل ۲۰۰۲    |
| ۱۶۶۲۶۹ | 2002 GY89   | ۸ آوریل ۲۰۰۲    |
| ۱۶۶۲۷۰ | 2002 GG90   | ۸ آوریل ۲۰۰۲    |
| ۱۶۶۲۷۱ | 2002 GT90   | ۸ آوریل ۲۰۰۲    |
| ۱۶۶۲۷۲ | 2002 GB94   | ۹ آوریل ۲۰۰۲    |
| ۱۶۶۲۷۳ | 2002 GH94   | ۹ آوریل ۲۰۰۲    |
| ۱۶۶۲۷۴ | 2002 GJ94   | ۹ آوریل ۲۰۰۲    |
| ۱۶۶۲۷۵ | 2002 GS94   | ۹ آوریل ۲۰۰۲    |
| ۱۶۶۲۷۶ | 2002 GN95   | ۹ آوریل ۲۰۰۲    |
| ۱۶۶۲۷۷ | 2002 GM96   | ۹ آوریل ۲۰۰۲    |
| ۱۶۶۲۷۸ | 2002 GQ96   | ۹ آوریل ۲۰۰۲    |
| ۱۶۶۲۷۹ | 2002 GM99   | ۱۰ آوریل ۲۰۰۲   |
| ۱۶۶۲۸۰ | 2002 GE111  | ۱۰ آوریل ۲۰۰۲   |
| ۱۶۶۲۸۱ | 2002 GQ118  | ۱۲ آوریل ۲۰۰۲   |
| ۱۶۶۲۸۲ | 2002 GU123  | ۱۱ آوریل ۲۰۰۲   |
| ۱۶۶۲۸۳ | 2002 GA125  | ۱۲ آوریل ۲۰۰۲   |
| ۱۶۶۲۸۴ | 2002 GM125  | ۱۲ آوریل ۲۰۰۲   |
| ۱۶۶۲۸۵ | 2002 GY127  | ۱۲ آوریل ۲۰۰۲   |
| ۱۶۶۲۸۶ | 2002 GB153  | ۱۲ آوریل ۲۰۰۲   |
| ۱۶۶۲۸۷ | 2002 GQ153  | ۱۲ آوریل ۲۰۰۲   |
| ۱۶۶۲۸۸ | 2002 GM160  | ۱۵ آوریل ۲۰۰۲   |
| ۱۶۶۲۸۹ | 2002 GH163  | ۱۴ آوریل ۲۰۰۲   |
| ۱۶۶۲۹۰ | 2002 HK4    | ۱۶ آوریل ۲۰۰۲   |
| ۱۶۶۲۹۱ | 2002 HE10   | ۱۷ آوریل ۲۰۰۲   |
| ۱۶۶۲۹۲ | 2002 HA16   | ۱۷ آوریل ۲۰۰۲   |
| ۱۶۶۲۹۳ | 2002 HB16   | ۱۸ آوریل ۲۰۰۲   |
| ۱۶۶۲۹۴ | 2002 HJ16   | ۱۸ آوریل ۲۰۰۲   |
| ۱۶۶۲۹۵ | 2002 JL1    | ۳ مه ۲۰۰۲       |
| ۱۶۶۲۹۶ | 2002 JP3    | ۳ مه ۲۰۰۲       |
| ۱۶۶۲۹۷ | 2002 JC5    | ۵ مه ۲۰۰۲       |
| ۱۶۶۲۹۸ | 2002 JL6    | ۶ مه ۲۰۰۲       |
| ۱۶۶۲۹۹ | 2002 JN8    | ۶ مه ۲۰۰۲       |
| ۱۶۶۳۰۰ | 2002 JG12   | ۴ مه ۲۰۰۲       |
| ۱۶۶۳۰۱ | 2002 JJ13   | ۸ مه ۲۰۰۲       |
| ۱۶۶۳۰۲ | 2002 JV14   | ۸ مه ۲۰۰۲       |
| ۱۶۶۳۰۳ | 2002 JX15   | ۵ مه ۲۰۰۲       |
| ۱۶۶۳۰۴ | 2002 JU16   | ۶ مه ۲۰۰۲       |
| ۱۶۶۳۰۵ | 2002 JX22   | ۸ مه ۲۰۰۲       |
| ۱۶۶۳۰۶ | 2002 JT25   | ۸ مه ۲۰۰۲       |
| ۱۶۶۳۰۷ | 2002 JA26   | ۸ مه ۲۰۰۲       |
| ۱۶۶۳۰۸ | 2002 JQ27   | ۸ مه ۲۰۰۲       |
| ۱۶۶۳۰۹ | 2002 JQ33   | ۹ مه ۲۰۰۲       |
| ۱۶۶۳۱۰ | 2002 JU36   | ۷ مه ۲۰۰۲       |
| ۱۶۶۳۱۱ | 2002 JX36   | ۷ مه ۲۰۰۲       |
| ۱۶۶۳۱۲ | 2002 JY43   | ۹ مه ۲۰۰۲       |
| ۱۶۶۳۱۳ | 2002 JM45   | ۹ مه ۲۰۰۲       |
| ۱۶۶۳۱۴ | 2002 JW49   | ۹ مه ۲۰۰۲       |
| ۱۶۶۳۱۵ | 2002 JS51   | ۹ مه ۲۰۰۲       |
| ۱۶۶۳۱۶ | 2002 JX51   | ۹ مه ۲۰۰۲       |
| ۱۶۶۳۱۷ | 2002 JY51   | ۹ مه ۲۰۰۲       |
| ۱۶۶۳۱۸ | 2002 JR53   | ۹ مه ۲۰۰۲       |
| ۱۶۶۳۱۹ | 2002 JZ61   | ۸ مه ۲۰۰۲       |
| ۱۶۶۳۲۰ | 2002 JZ65   | ۹ مه ۲۰۰۲       |
| ۱۶۶۳۲۱ | 2002 JT66   | ۱۰ مه ۲۰۰۲      |
| ۱۶۶۳۲۲ | 2002 JP75   | ۹ مه ۲۰۰۲       |
| ۱۶۶۳۲۳ | 2002 JZ76   | ۱۱ مه ۲۰۰۲      |
| ۱۶۶۳۲۴ | 2002 JW79   | ۱۱ مه ۲۰۰۲      |
| ۱۶۶۳۲۵ | 2002 JO83   | ۱۱ مه ۲۰۰۲      |
| ۱۶۶۳۲۶ | 2002 JK87   | ۱۱ مه ۲۰۰۲      |
| ۱۶۶۳۲۷ | 2002 JU88   | ۱۱ مه ۲۰۰۲      |
| ۱۶۶۳۲۸ | 2002 JX89   | ۱۱ مه ۲۰۰۲      |
| ۱۶۶۳۲۹ | 2002 JW90   | ۱۱ مه ۲۰۰۲      |
| ۱۶۶۳۳۰ | 2002 JU93   | ۱۱ مه ۲۰۰۲      |
| ۱۶۶۳۳۱ | 2002 JF94   | ۱۱ مه ۲۰۰۲      |
| ۱۶۶۳۳۲ | 2002 JB95   | ۱۱ مه ۲۰۰۲      |
| ۱۶۶۳۳۳ | 2002 JH95   | ۱۱ مه ۲۰۰۲      |
| ۱۶۶۳۳۴ | 2002 JN107  | ۱۲ مه ۲۰۰۲      |
| ۱۶۶۳۳۵ | 2002 JR108  | ۶ مه ۲۰۰۲       |
| ۱۶۶۳۳۶ | 2002 JN121  | ۵ مه ۲۰۰۲       |
| ۱۶۶۳۳۷ | 2002 JZ124  | ۶ مه ۲۰۰۲       |
| ۱۶۶۳۳۸ | 2002 JH125  | ۷ مه ۲۰۰۲       |
| ۱۶۶۳۳۹ | 2002 JX125  | ۷ مه ۲۰۰۲       |
| ۱۶۶۳۴۰ | 2002 JQ129  | ۸ مه ۲۰۰۲       |
| ۱۶۶۳۴۱ | 2002 JV129  | ۸ مه ۲۰۰۲       |
| ۱۶۶۳۴۲ | 2002 JV132  | ۹ مه ۲۰۰۲       |
| ۱۶۶۳۴۳ | 2002 JB135  | ۹ مه ۲۰۰۲       |
| ۱۶۶۳۴۴ | 2002 JL139  | ۱۰ مه ۲۰۰۲      |
| ۱۶۶۳۴۵ | 2002 JU144  | ۱۳ مه ۲۰۰۲      |
| ۱۶۶۳۴۶ | 2002 JN145  | ۱۴ مه ۲۰۰۲      |
| ۱۶۶۳۴۷ | 2002 KQ1    | ۱۷ مه ۲۰۰۲      |
| ۱۶۶۳۴۸ | 2002 KD2    | ۱۸ مه ۲۰۰۲      |
| ۱۶۶۳۴۹ | 2002 KO3    | ۱۹ مه ۲۰۰۲      |
| ۱۶۶۳۵۰ | 2002 KH5    | ۱۶ مه ۲۰۰۲      |
| ۱۶۶۳۵۱ | 2002 KP7    | ۲۸ مه ۲۰۰۲      |
| ۱۶۶۳۵۲ | 2002 KN9    | ۲۷ مه ۲۰۰۲      |
| ۱۶۶۳۵۳ | 2002 KB10   | ۱۶ مه ۲۰۰۲      |
| ۱۶۶۳۵۴ | 2002 KC10   | ۱۶ مه ۲۰۰۲      |
| ۱۶۶۳۵۵ | 2002 KW10   | ۱۶ مه ۲۰۰۲      |
| ۱۶۶۳۵۶ | 2002 KD14   | ۳۰ مه ۲۰۰۲      |
| ۱۶۶۳۵۷ | 2002 LW3    | ۵ ژوئن ۲۰۰۲     |
| ۱۶۶۳۵۸ | 2002 LZ6    | ۱ ژوئن ۲۰۰۲     |
| ۱۶۶۳۵۹ | 2002 LJ15   | ۶ ژوئن ۲۰۰۲     |
| ۱۶۶۳۶۰ | 2002 LR15   | ۶ ژوئن ۲۰۰۲     |
| ۱۶۶۳۶۱ | 2002 LO16   | ۶ ژوئن ۲۰۰۲     |
| ۱۶۶۳۶۲ | 2002 LF17   | ۶ ژوئن ۲۰۰۲     |
| ۱۶۶۳۶۳ | 2002 LL22   | ۸ ژوئن ۲۰۰۲     |
| ۱۶۶۳۶۴ | 2002 LY24   | ۲ ژوئن ۲۰۰۲     |
| ۱۶۶۳۶۵ | 2002 LZ24   | ۲ ژوئن ۲۰۰۲     |
| ۱۶۶۳۶۶ | 2002 LH25   | ۳ ژوئن ۲۰۰۲     |
| ۱۶۶۳۶۷ | 2002 LF26   | ۶ ژوئن ۲۰۰۲     |
| ۱۶۶۳۶۸ | 2002 LC27   | ۷ ژوئن ۲۰۰۲     |
| ۱۶۶۳۶۹ | 2002 LM28   | ۹ ژوئن ۲۰۰۲     |
| ۱۶۶۳۷۰ | 2002 LG29   | ۹ ژوئن ۲۰۰۲     |
| ۱۶۶۳۷۱ | 2002 LL31   | ۱۰ ژوئن ۲۰۰۲    |
| ۱۶۶۳۷۲ | 2002 LO32   | ۱۱ ژوئن ۲۰۰۲    |
| ۱۶۶۳۷۳ | 2002 LX32   | ۳ ژوئن ۲۰۰۲     |
| ۱۶۶۳۷۴ | 2002 LG36   | ۹ ژوئن ۲۰۰۲     |
| ۱۶۶۳۷۵ | 2002 LS39   | ۱۰ ژوئن ۲۰۰۲    |
| ۱۶۶۳۷۶ | 2002 LU42   | ۱۰ ژوئن ۲۰۰۲    |
| ۱۶۶۳۷۷ | 2002 LC43   | ۱۰ ژوئن ۲۰۰۲    |
| ۱۶۶۳۷۸ | 2002 LX43   | ۱۰ ژوئن ۲۰۰۲    |
| ۱۶۶۳۷۹ | 2002 LF46   | ۱۱ ژوئن ۲۰۰۲    |
| ۱۶۶۳۸۰ | 2002 LG46   | ۱۱ ژوئن ۲۰۰۲    |
| ۱۶۶۳۸۱ | 2002 LT46   | ۱۲ ژوئن ۲۰۰۲    |
| ۱۶۶۳۸۲ | 2002 LA50   | ۸ ژوئن ۲۰۰۲     |
| ۱۶۶۳۸۳ | 2002 LN50   | ۶ ژوئن ۲۰۰۲     |
| ۱۶۶۳۸۴ | 2002 LS57   | ۱۱ ژوئن ۲۰۰۲    |
| ۱۶۶۳۸۵ | 2002 MX2    | ۲۴ ژوئن ۲۰۰۲    |
| ۱۶۶۳۸۶ | 2002 NO4    | ۸ ژوئیه ۲۰۰۲    |
| ۱۶۶۳۸۷ | 2002 NU4    | ۱۰ ژوئیه ۲۰۰۲   |
| ۱۶۶۳۸۸ | 2002 NC5    | ۱۰ ژوئیه ۲۰۰۲   |
| ۱۶۶۳۸۹ | 2002 NK8    | ۹ ژوئیه ۲۰۰۲    |
| ۱۶۶۳۹۰ | 2002 NE9    | ۱ ژوئیه ۲۰۰۲    |
| ۱۶۶۳۹۱ | 2002 NA10   | ۳ ژوئیه ۲۰۰۲    |
| ۱۶۶۳۹۲ | 2002 ND13   | ۴ ژوئیه ۲۰۰۲    |
| ۱۶۶۳۹۳ | 2002 NM14   | ۳ ژوئیه ۲۰۰۲    |
| ۱۶۶۳۹۴ | 2002 NB15   | ۵ ژوئیه ۲۰۰۲    |
| ۱۶۶۳۹۵ | 2002 NW17   | ۹ ژوئیه ۲۰۰۲    |
| ۱۶۶۳۹۶ | 2002 NA21   | ۹ ژوئیه ۲۰۰۲    |
| ۱۶۶۳۹۷ | 2002 NG21   | ۹ ژوئیه ۲۰۰۲    |
| ۱۶۶۳۹۸ | 2002 NX22   | ۹ ژوئیه ۲۰۰۲    |
| ۱۶۶۳۹۹ | 2002 NY22   | ۹ ژوئیه ۲۰۰۲    |
| ۱۶۶۴۰۰ | 2002 NS23   | ۹ ژوئیه ۲۰۰۲    |
| ۱۶۶۴۰۱ | 2002 NG24   | ۹ ژوئیه ۲۰۰۲    |
| ۱۶۶۴۰۲ | 2002 NV29   | ۴ ژوئیه ۲۰۰۲    |
| ۱۶۶۴۰۳ | 2002 NQ31   | ۹ ژوئیه ۲۰۰۲    |
| ۱۶۶۴۰۴ | 2002 NP41   | ۱۴ ژوئیه ۲۰۰۲   |
| ۱۶۶۴۰۵ | 2002 NB45   | ۱۲ ژوئیه ۲۰۰۲   |
| ۱۶۶۴۰۶ | 2002 NZ51   | ۱۴ ژوئیه ۲۰۰۲   |
| ۱۶۶۴۰۷ | 2002 NC53   | ۱۴ ژوئیه ۲۰۰۲   |
| ۱۶۶۴۰۸ | 2002 NU61   | ۴ ژوئیه ۲۰۰۲    |
| ۱۶۶۴۰۸ | 2002 OP     | ۱۷ ژوئیه ۲۰۰۲   |
| ۱۶۶۴۱۰ | 2002 OT1    | ۱۷ ژوئیه ۲۰۰۲   |
| ۱۶۶۴۱۱ | 2002 OV1    | ۱۷ ژوئیه ۲۰۰۲   |
| ۱۶۶۴۱۲ | 2002 OL2    | ۱۷ ژوئیه ۲۰۰۲   |
| ۱۶۶۴۱۳ | 2002 OG6    | ۲۰ ژوئیه ۲۰۰۲   |
| ۱۶۶۴۱۴ | 2002 OF16   | ۱۸ ژوئیه ۲۰۰۲   |
| ۱۶۶۴۱۵ | 2002 OQ16   | ۱۸ ژوئیه ۲۰۰۲   |
| ۱۶۶۴۱۶ | 2002 OY16   | ۱۸ ژوئیه ۲۰۰۲   |
| ۱۶۶۴۱۷ | 2002 OO17   | ۱۸ ژوئیه ۲۰۰۲   |
| ۱۶۶۴۱۸ | 2002 OP18   | ۱۸ ژوئیه ۲۰۰۲   |
| ۱۶۶۴۱۹ | 2002 OA25   | ۲۹ ژوئیه ۲۰۰۲   |
| ۱۶۶۴۲۰ | 2002 OH26   | ۲۳ ژوئیه ۲۰۰۲   |
| ۱۶۶۴۲۱ | 2002 OB27   | ۲۲ ژوئیه ۲۰۰۲   |
| ۱۶۶۴۲۲ | 2002 PS1    | ۵ اوت ۲۰۰۲      |
| ۱۶۶۴۲۳ | 2002 PZ1    | ۵ اوت ۲۰۰۲      |
| ۱۶۶۴۲۴ | 2002 PX7    | ۳ اوت ۲۰۰۲      |
| ۱۶۶۴۲۵ | 2002 PE8    | ۴ اوت ۲۰۰۲      |
| ۱۶۶۴۲۶ | 2002 PZ9    | ۵ اوت ۲۰۰۲      |
| ۱۶۶۴۲۷ | 2002 PZ15   | ۶ اوت ۲۰۰۲      |
| ۱۶۶۴۲۸ | 2002 PY22   | ۶ اوت ۲۰۰۲      |
| ۱۶۶۴۲۹ | 2002 PJ23   | ۶ اوت ۲۰۰۲      |
| ۱۶۶۴۳۰ | 2002 PS23   | ۶ اوت ۲۰۰۲      |
| ۱۶۶۴۳۱ | 2002 PF24   | ۶ اوت ۲۰۰۲      |
| ۱۶۶۴۳۲ | 2002 PG24   | ۶ اوت ۲۰۰۲      |
| ۱۶۶۴۳۳ | 2002 PX30   | ۶ اوت ۲۰۰۲      |
| ۱۶۶۴۳۴ | 2002 PD31   | ۶ اوت ۲۰۰۲      |
| ۱۶۶۴۳۵ | 2002 PY32   | ۶ اوت ۲۰۰۲      |
| ۱۶۶۴۳۶ | 2002 PA33   | ۶ اوت ۲۰۰۲      |
| ۱۶۶۴۳۷ | 2002 PE33   | ۵ اوت ۲۰۰۲      |
| ۱۶۶۴۳۸ | 2002 PD34   | ۶ اوت ۲۰۰۲      |
| ۱۶۶۴۳۹ | 2002 PP35   | ۶ اوت ۲۰۰۲      |
| ۱۶۶۴۴۰ | 2002 PH43   | ۸ اوت ۲۰۰۲      |
| ۱۶۶۴۴۱ | 2002 PA51   | ۷ اوت ۲۰۰۲      |
| ۱۶۶۴۴۲ | 2002 PR51   | ۸ اوت ۲۰۰۲      |
| ۱۶۶۴۴۳ | 2002 PE52   | ۸ اوت ۲۰۰۲      |
| ۱۶۶۴۴۴ | 2002 PJ54   | ۱۱ اوت ۲۰۰۲     |
| ۱۶۶۴۴۵ | 2002 PR55   | ۹ اوت ۲۰۰۲      |
| ۱۶۶۴۴۶ | 2002 PF58   | ۱۰ اوت ۲۰۰۲     |
| ۱۶۶۴۴۷ | 2002 PO58   | ۱۰ اوت ۲۰۰۲     |
| ۱۶۶۴۴۸ | 2002 PU69   | ۱۱ اوت ۲۰۰۲     |
| ۱۶۶۴۴۹ | 2002 PD70   | ۱۱ اوت ۲۰۰۲     |
| ۱۶۶۴۵۰ | 2002 PP72   | ۱۲ اوت ۲۰۰۲     |
| ۱۶۶۴۵۱ | 2002 PT72   | ۱۲ اوت ۲۰۰۲     |
| ۱۶۶۴۵۲ | 2002 PF74   | ۱۲ اوت ۲۰۰۲     |
| ۱۶۶۴۵۳ | 2002 PV75   | ۸ اوت ۲۰۰۲      |
| ۱۶۶۴۵۴ | 2002 PC76   | ۸ اوت ۲۰۰۲      |
| ۱۶۶۴۵۵ | 2002 PG77   | ۱۱ اوت ۲۰۰۲     |
| ۱۶۶۴۵۶ | 2002 PQ77   | ۱۱ اوت ۲۰۰۲     |
| ۱۶۶۴۵۷ | 2002 PR80   | ۱۱ اوت ۲۰۰۲     |
| ۱۶۶۴۵۸ | 2002 PA82   | ۹ اوت ۲۰۰۲      |
| ۱۶۶۴۵۹ | 2002 PL89   | ۱۱ اوت ۲۰۰۲     |
| ۱۶۶۴۶۰ | 2002 PC90   | ۱۱ اوت ۲۰۰۲     |
| ۱۶۶۴۶۱ | 2002 PL90   | ۱۱ اوت ۲۰۰۲     |
| ۱۶۶۴۶۲ | 2002 PX92   | ۱۴ اوت ۲۰۰۲     |
| ۱۶۶۴۶۳ | 2002 PH93   | ۱۴ اوت ۲۰۰۲     |
| ۱۶۶۴۶۴ | 2002 PQ96   | ۱۴ اوت ۲۰۰۲     |
| ۱۶۶۴۶۵ | 2002 PH98   | ۱۴ اوت ۲۰۰۲     |
| ۱۶۶۴۶۶ | 2002 PJ99   | ۱۴ اوت ۲۰۰۲     |
| ۱۶۶۴۶۷ | 2002 PR100  | ۱۱ اوت ۲۰۰۲     |
| ۱۶۶۴۶۸ | 2002 PP101  | ۱۲ اوت ۲۰۰۲     |
| ۱۶۶۴۶۹ | 2002 PV107  | ۱۳ اوت ۲۰۰۲     |
| ۱۶۶۴۷۰ | 2002 PW108  | ۱۳ اوت ۲۰۰۲     |
| ۱۶۶۴۷۱ | 2002 PE109  | ۱۳ اوت ۲۰۰۲     |
| ۱۶۶۴۷۲ | 2002 PG116  | ۱۳ اوت ۲۰۰۲     |
| ۱۶۶۴۷۳ | 2002 PL117  | ۱۵ اوت ۲۰۰۲     |
| ۱۶۶۴۷۴ | 2002 PD119  | ۱۳ اوت ۲۰۰۲     |
| ۱۶۶۴۷۵ | 2002 PW119  | ۱۳ اوت ۲۰۰۲     |
| ۱۶۶۴۷۶ | 2002 PM121  | ۱۳ اوت ۲۰۰۲     |
| ۱۶۶۴۷۷ | 2002 PD128  | ۱۴ اوت ۲۰۰۲     |
| ۱۶۶۴۷۸ | 2002 PV128  | ۱۴ اوت ۲۰۰۲     |
| ۱۶۶۴۷۹ | 2002 PX131  | ۱۳ اوت ۲۰۰۲     |
| ۱۶۶۴۸۰ | 2002 PZ131  | ۱۳ اوت ۲۰۰۲     |
| ۱۶۶۴۸۱ | 2002 PP136  | ۱۵ اوت ۲۰۰۲     |
| ۱۶۶۴۸۲ | 2002 PY137  | ۱۵ اوت ۲۰۰۲     |
| ۱۶۶۴۸۳ | 2002 PC138  | ۱۵ اوت ۲۰۰۲     |
| ۱۶۶۴۸۴ | 2002 PT138  | ۱۱ اوت ۲۰۰۲     |
| ۱۶۶۴۸۵ | 2002 PA141  | ۱۴ اوت ۲۰۰۲     |
| ۱۶۶۴۸۶ | 2002 PM150  | ۶ اوت ۲۰۰۲      |
| ۱۶۶۴۸۷ | 2002 PG157  | ۸ اوت ۲۰۰۲      |
| ۱۶۶۴۸۸ | 2002 PO158  | ۸ اوت ۲۰۰۲      |
| ۱۶۶۴۸۹ | 2002 PS158  | ۸ اوت ۲۰۰۲      |
| ۱۶۶۴۹۰ | 2002 PH159  | ۸ اوت ۲۰۰۲      |
| ۱۶۶۴۹۱ | 2002 PQ161  | ۸ اوت ۲۰۰۲      |
| ۱۶۶۴۹۲ | 2002 PX162  | ۸ اوت ۲۰۰۲      |
| ۱۶۶۴۹۳ | 2002 PV168  | ۸ اوت ۲۰۰۲      |
| ۱۶۶۴۹۴ | 2002 PT171  | ۸ اوت ۲۰۰۲      |
| ۱۶۶۴۹۵ | 2002 PH172  | ۸ اوت ۲۰۰۲      |
| ۱۶۶۴۹۶ | 2002 PV172  | ۱۱ اوت ۲۰۰۲     |
| ۱۶۶۴۹۷ | 2002 QB5    | ۱۶ اوت ۲۰۰۲     |
| ۱۶۶۴۹۸ | 2002 QT8    | ۱۹ اوت ۲۰۰۲     |
| ۱۶۶۴۹۹ | 2002 QB13   | ۲۶ اوت ۲۰۰۲     |
| ۱۶۶۵۰۰ | 2002 QD17   | ۲۷ اوت ۲۰۰۲     |
| ۱۶۶۵۰۱ | 2002 QM19   | ۲۶ اوت ۲۰۰۲     |
| ۱۶۶۵۰۲ | 2002 QO19   | ۲۶ اوت ۲۰۰۲     |
| ۱۶۶۵۰۳ | 2002 QS19   | ۲۷ اوت ۲۰۰۲     |
| ۱۶۶۵۰۴ | 2002 QY20   | ۲۸ اوت ۲۰۰۲     |
| ۱۶۶۵۰۵ | 2002 QU22   | ۲۷ اوت ۲۰۰۲     |
| ۱۶۶۵۰۶ | 2002 QD33   | ۲۹ اوت ۲۰۰۲     |
| ۱۶۶۵۰۷ | 2002 QV33   | ۲۹ اوت ۲۰۰۲     |
| ۱۶۶۵۰۸ | 2002 QD35   | ۲۹ اوت ۲۰۰۲     |
| ۱۶۶۵۰۹ | 2002 QO35   | ۲۹ اوت ۲۰۰۲     |
| ۱۶۶۵۱۰ | 2002 QR35   | ۲۹ اوت ۲۰۰۲     |
| ۱۶۶۵۱۱ | 2002 QB41   | ۲۹ اوت ۲۰۰۲     |
| ۱۶۶۵۱۲ | 2002 QL42   | ۳۰ اوت ۲۰۰۲     |
| ۱۶۶۵۱۳ | 2002 QS45   | ۳۱ اوت ۲۰۰۲     |
| ۱۶۶۵۱۴ | 2002 QZ56   | ۲۹ اوت ۲۰۰۲     |
| ۱۶۶۵۱۵ | 2002 QY61   | ۲۸ اوت ۲۰۰۲     |
| ۱۶۶۵۱۶ | 2002 QF62   | ۲۷ اوت ۲۰۰۲     |
| ۱۶۶۵۱۷ | 2002 QO65   | ۱۷ اوت ۲۰۰۲     |
| ۱۶۶۵۱۸ | 2002 QR72   | ۱۹ اوت ۲۰۰۲     |
| ۱۶۶۵۱۹ | 2002 QR75   | ۱۸ اوت ۲۰۰۲     |
| ۱۶۶۵۲۰ | 2002 QY76   | ۱۶ اوت ۲۰۰۲     |
| ۱۶۶۵۲۱ | 2002 QE77   | ۱۸ اوت ۲۰۰۲     |
| ۱۶۶۵۲۲ | 2002 QE87   | ۱۹ اوت ۲۰۰۲     |
| ۱۶۶۵۲۳ | 2002 QG101  | ۱۸ اوت ۲۰۰۲     |
| ۱۶۶۵۲۴ | 2002 QL101  | ۱۹ اوت ۲۰۰۲     |
| ۱۶۶۵۲۵ | 2002 QB109  | ۱۷ اوت ۲۰۰۲     |
| ۱۶۶۵۲۵ | 2002 RK     | ۲ سپتامبر ۲۰۰۲  |
| ۱۶۶۵۲۷ | 2002 RN3    | ۱ سپتامبر ۲۰۰۲  |
| ۱۶۶۵۲۸ | 2002 RV3    | ۱ سپتامبر ۲۰۰۲  |
| ۱۶۶۵۲۹ | 2002 RB8    | ۳ سپتامبر ۲۰۰۲  |
| ۱۶۶۵۳۰ | 2002 RY8    | ۴ سپتامبر ۲۰۰۲  |
| ۱۶۶۵۳۱ | 2002 RL10   | ۴ سپتامبر ۲۰۰۲  |
| ۱۶۶۵۳۲ | 2002 RN11   | ۴ سپتامبر ۲۰۰۲  |
| ۱۶۶۵۳۳ | 2002 RP16   | ۴ سپتامبر ۲۰۰۲  |
| ۱۶۶۵۳۴ | 2002 RT20   | ۴ سپتامبر ۲۰۰۲  |
| ۱۶۶۵۳۵ | 2002 RU21   | ۴ سپتامبر ۲۰۰۲  |
| ۱۶۶۵۳۶ | 2002 RX23   | ۴ سپتامبر ۲۰۰۲  |
| ۱۶۶۵۳۷ | 2002 RO27   | ۴ سپتامبر ۲۰۰۲  |
| ۱۶۶۵۳۸ | 2002 RU30   | ۴ سپتامبر ۲۰۰۲  |
| ۱۶۶۵۳۹ | 2002 RH32   | ۴ سپتامبر ۲۰۰۲  |
| ۱۶۶۵۴۰ | 2002 RF34   | ۴ سپتامبر ۲۰۰۲  |
| ۱۶۶۵۴۱ | 2002 RM37   | ۵ سپتامبر ۲۰۰۲  |
| ۱۶۶۵۴۲ | 2002 RU40   | ۵ سپتامبر ۲۰۰۲  |
| ۱۶۶۵۴۳ | 2002 RR41   | ۵ سپتامبر ۲۰۰۲  |
| ۱۶۶۵۴۴ | 2002 RL45   | ۵ سپتامبر ۲۰۰۲  |
| ۱۶۶۵۴۵ | 2002 RJ52   | ۵ سپتامبر ۲۰۰۲  |
| ۱۶۶۵۴۶ | 2002 RJ56   | ۵ سپتامبر ۲۰۰۲  |
| ۱۶۶۵۴۷ | 2002 RL57   | ۵ سپتامبر ۲۰۰۲  |
| ۱۶۶۵۴۸ | 2002 RF58   | ۵ سپتامبر ۲۰۰۲  |
| ۱۶۶۵۴۹ | 2002 RT60   | ۵ سپتامبر ۲۰۰۲  |
| ۱۶۶۵۵۰ | 2002 RW66   | ۳ سپتامبر ۲۰۰۲  |
| ۱۶۶۵۵۱ | 2002 RH68   | ۴ سپتامبر ۲۰۰۲  |
| ۱۶۶۵۵۲ | 2002 RY73   | ۵ سپتامبر ۲۰۰۲  |
| ۱۶۶۵۵۳ | 2002 RL86   | ۵ سپتامبر ۲۰۰۲  |
| ۱۶۶۵۵۴ | 2002 RP88   | ۵ سپتامبر ۲۰۰۲  |
| ۱۶۶۵۵۵ | 2002 RY89   | ۵ سپتامبر ۲۰۰۲  |
| ۱۶۶۵۵۶ | 2002 RC94   | ۵ سپتامبر ۲۰۰۲  |
| ۱۶۶۵۵۷ | 2002 RH97   | ۵ سپتامبر ۲۰۰۲  |
| ۱۶۶۵۵۸ | 2002 RB99   | ۵ سپتامبر ۲۰۰۲  |
| ۱۶۶۵۵۹ | 2002 RE100  | ۵ سپتامبر ۲۰۰۲  |
| ۱۶۶۵۶۰ | 2002 RP102  | ۵ سپتامبر ۲۰۰۲  |
| ۱۶۶۵۶۱ | 2002 RY103  | ۵ سپتامبر ۲۰۰۲  |
| ۱۶۶۵۶۲ | 2002 RL104  | ۵ سپتامبر ۲۰۰۲  |
| ۱۶۶۵۶۳ | 2002 RS104  | ۵ سپتامبر ۲۰۰۲  |
| ۱۶۶۵۶۴ | 2002 RB107  | ۵ سپتامبر ۲۰۰۲  |
| ۱۶۶۵۶۵ | 2002 RE109  | ۶ سپتامبر ۲۰۰۲  |
| ۱۶۶۵۶۶ | 2002 RQ110  | ۶ سپتامبر ۲۰۰۲  |
| ۱۶۶۵۶۷ | 2002 RF113  | ۵ سپتامبر ۲۰۰۲  |
| ۱۶۶۵۶۸ | 2002 RH114  | ۵ سپتامبر ۲۰۰۲  |
| ۱۶۶۵۶۹ | 2002 RH115  | ۶ سپتامبر ۲۰۰۲  |
| ۱۶۶۵۷۰ | Adolftrager | ۸ سپتامبر ۲۰۰۲  |
| ۱۶۶۵۷۱ | 2002 RF120  | ۳ سپتامبر ۲۰۰۲  |
| ۱۶۶۵۷۲ | 2002 RU120  | ۷ سپتامبر ۲۰۰۲  |
| ۱۶۶۵۷۳ | 2002 RE123  | ۸ سپتامبر ۲۰۰۲  |
| ۱۶۶۵۷۴ | 2002 RD127  | ۱۰ سپتامبر ۲۰۰۲ |
| ۱۶۶۵۷۵ | 2002 RV127  | ۱۰ سپتامبر ۲۰۰۲ |
| ۱۶۶۵۷۶ | 2002 RA129  | ۱۰ سپتامبر ۲۰۰۲ |
| ۱۶۶۵۷۷ | 2002 RO134  | ۱۰ سپتامبر ۲۰۰۲ |
| ۱۶۶۵۷۸ | 2002 RR134  | ۱۰ سپتامبر ۲۰۰۲ |
| ۱۶۶۵۷۹ | 2002 RR135  | ۱۰ سپتامبر ۲۰۰۲ |
| ۱۶۶۵۸۰ | 2002 RK136  | ۱۱ سپتامبر ۲۰۰۲ |
| ۱۶۶۵۸۱ | 2002 RX140  | ۱۰ سپتامبر ۲۰۰۲ |
| ۱۶۶۵۸۲ | 2002 RP149  | ۱۱ سپتامبر ۲۰۰۲ |
| ۱۶۶۵۸۳ | 2002 RB150  | ۱۱ سپتامبر ۲۰۰۲ |
| ۱۶۶۵۸۴ | 2002 RB156  | ۱۱ سپتامبر ۲۰۰۲ |
| ۱۶۶۵۸۵ | 2002 RP158  | ۱۱ سپتامبر ۲۰۰۲ |
| ۱۶۶۵۸۶ | 2002 RO160  | ۱۲ سپتامبر ۲۰۰۲ |
| ۱۶۶۵۸۷ | 2002 RS160  | ۱۲ سپتامبر ۲۰۰۲ |
| ۱۶۶۵۸۸ | 2002 RY161  | ۱۲ سپتامبر ۲۰۰۲ |
| ۱۶۶۵۸۹ | 2002 RG165  | ۱۲ سپتامبر ۲۰۰۲ |
| ۱۶۶۵۹۰ | 2002 RV167  | ۱۳ سپتامبر ۲۰۰۲ |
| ۱۶۶۵۹۱ | 2002 RZ167  | ۱۳ سپتامبر ۲۰۰۲ |
| ۱۶۶۵۹۲ | 2002 RS171  | ۱۳ سپتامبر ۲۰۰۲ |
| ۱۶۶۵۹۳ | 2002 RO173  | ۱۳ سپتامبر ۲۰۰۲ |
| ۱۶۶۵۹۴ | 2002 RQ173  | ۱۳ سپتامبر ۲۰۰۲ |
| ۱۶۶۵۹۵ | 2002 RE179  | ۱۴ سپتامبر ۲۰۰۲ |
| ۱۶۶۵۹۶ | 2002 RG179  | ۱۴ سپتامبر ۲۰۰۲ |
| ۱۶۶۵۹۷ | 2002 RA184  | ۱۲ سپتامبر ۲۰۰۲ |
| ۱۶۶۵۹۸ | 2002 RW196  | ۱۲ سپتامبر ۲۰۰۲ |
| ۱۶۶۵۹۹ | 2002 RY199  | ۱۳ سپتامبر ۲۰۰۲ |
| ۱۶۶۶۰۰ | 2002 RZ206  | ۱۴ سپتامبر ۲۰۰۲ |
| ۱۶۶۶۰۱ | 2002 RR208  | ۱۳ سپتامبر ۲۰۰۲ |
| ۱۶۶۶۰۲ | 2002 RO209  | ۱۴ سپتامبر ۲۰۰۲ |
| ۱۶۶۶۰۳ | 2002 RY212  | ۱۲ سپتامبر ۲۰۰۲ |
| ۱۶۶۶۰۴ | 2002 RJ217  | ۱۴ سپتامبر ۲۰۰۲ |
| ۱۶۶۶۰۵ | 2002 RK220  | ۱۵ سپتامبر ۲۰۰۲ |
| ۱۶۶۶۰۶ | 2002 RQ227  | ۱۴ سپتامبر ۲۰۰۲ |
| ۱۶۶۶۰۷ | 2002 RF229  | ۱۴ سپتامبر ۲۰۰۲ |
| ۱۶۶۶۰۸ | 2002 RS231  | ۱۴ سپتامبر ۲۰۰۲ |
| ۱۶۶۶۰۹ | 2002 RF232  | ۱۰ سپتامبر ۲۰۰۲ |
| ۱۶۶۶۱۰ | 2002 RC234  | ۱۴ سپتامبر ۲۰۰۲ |
| ۱۶۶۶۱۱ | 2002 RT239  | ۱ سپتامبر ۲۰۰۲  |
| ۱۶۶۶۱۲ | 2002 RZ243  | ۱۴ سپتامبر ۲۰۰۲ |
| ۱۶۶۶۱۳ | 2002 RA244  | ۱۴ سپتامبر ۲۰۰۲ |
| ۱۶۶۶۱۴ | 2002 RG250  | ۱ سپتامبر ۲۰۰۲  |
| ۱۶۶۶۱۵ | 2002 RZ268  | ۴ سپتامبر ۲۰۰۲  |
| ۱۶۶۶۱۶ | 2002 RE275  | ۴ سپتامبر ۲۰۰۲  |
| ۱۶۶۶۱۷ | 2002 SN2    | ۲۶ سپتامبر ۲۰۰۲ |
| ۱۶۶۶۱۸ | 2002 SF5    | ۲۷ سپتامبر ۲۰۰۲ |
| ۱۶۶۶۱۹ | 2002 SA7    | ۲۷ سپتامبر ۲۰۰۲ |
| ۱۶۶۶۲۰ | 2002 SG7    | ۲۷ سپتامبر ۲۰۰۲ |
| ۱۶۶۶۲۱ | 2002 SQ10   | ۲۷ سپتامبر ۲۰۰۲ |
| ۱۶۶۶۲۲ | 2002 SR15   | ۲۷ سپتامبر ۲۰۰۲ |
| ۱۶۶۶۲۳ | 2002 SQ17   | ۲۶ سپتامبر ۲۰۰۲ |
| ۱۶۶۶۲۴ | 2002 SU17   | ۲۶ سپتامبر ۲۰۰۲ |
| ۱۶۶۶۲۵ | 2002 SM20   | ۲۶ سپتامبر ۲۰۰۲ |
| ۱۶۶۶۲۶ | 2002 SL21   | ۲۶ سپتامبر ۲۰۰۲ |
| ۱۶۶۶۲۷ | 2002 SO21   | ۲۶ سپتامبر ۲۰۰۲ |
| ۱۶۶۶۲۸ | 2002 SS22   | ۲۶ سپتامبر ۲۰۰۲ |
| ۱۶۶۶۲۹ | 2002 SN24   | ۲۸ سپتامبر ۲۰۰۲ |
| ۱۶۶۶۳۰ | 2002 SW25   | ۲۸ سپتامبر ۲۰۰۲ |
| ۱۶۶۶۳۱ | 2002 SB26   | ۲۸ سپتامبر ۲۰۰۲ |
| ۱۶۶۶۳۲ | 2002 SP30   | ۲۸ سپتامبر ۲۰۰۲ |
| ۱۶۶۶۳۳ | 2002 SB32   | ۲۸ سپتامبر ۲۰۰۲ |
| ۱۶۶۶۳۴ | 2002 SR32   | ۲۸ سپتامبر ۲۰۰۲ |
| ۱۶۶۶۳۵ | 2002 SD34   | ۲۹ سپتامبر ۲۰۰۲ |
| ۱۶۶۶۳۶ | 2002 SZ38   | ۳۰ سپتامبر ۲۰۰۲ |
| ۱۶۶۶۳۷ | 2002 SU40   | ۳۰ سپتامبر ۲۰۰۲ |
| ۱۶۶۶۳۸ | 2002 SJ46   | ۲۹ سپتامبر ۲۰۰۲ |
| ۱۶۶۶۳۹ | 2002 SK46   | ۲۹ سپتامبر ۲۰۰۲ |
| ۱۶۶۶۴۰ | 2002 SV49   | ۳۰ سپتامبر ۲۰۰۲ |
| ۱۶۶۶۴۱ | 2002 SF55   | ۳۰ سپتامبر ۲۰۰۲ |
| ۱۶۶۶۴۲ | 2002 SF56   | ۳۰ سپتامبر ۲۰۰۲ |
| ۱۶۶۶۴۳ | 2002 SN56   | ۳۰ سپتامبر ۲۰۰۲ |
| ۱۶۶۶۴۴ | 2002 SW58   | ۳۰ سپتامبر ۲۰۰۲ |
| ۱۶۶۶۴۵ | 2002 TV1    | ۱ اکتبر ۲۰۰۲    |
| ۱۶۶۶۴۶ | 2002 TJ4    | ۱ اکتبر ۲۰۰۲    |
| ۱۶۶۶۴۷ | 2002 TM6    | ۱ اکتبر ۲۰۰۲    |
| ۱۶۶۶۴۸ | 2002 TQ7    | ۱ اکتبر ۲۰۰۲    |
| ۱۶۶۶۴۹ | 2002 TB11   | ۱ اکتبر ۲۰۰۲    |
| ۱۶۶۶۵۰ | 2002 TN14   | ۱ اکتبر ۲۰۰۲    |
| ۱۶۶۶۵۱ | 2002 TK16   | ۲ اکتبر ۲۰۰۲    |
| ۱۶۶۶۵۲ | 2002 TX18   | ۲ اکتبر ۲۰۰۲    |
| ۱۶۶۶۵۳ | 2002 TT20   | ۲ اکتبر ۲۰۰۲    |
| ۱۶۶۶۵۴ | 2002 TO23   | ۲ اکتبر ۲۰۰۲    |
| ۱۶۶۶۵۵ | 2002 TS23   | ۲ اکتبر ۲۰۰۲    |
| ۱۶۶۶۵۶ | 2002 TX23   | ۲ اکتبر ۲۰۰۲    |
| ۱۶۶۶۵۷ | 2002 TV24   | ۲ اکتبر ۲۰۰۲    |
| ۱۶۶۶۵۸ | 2002 TG28   | ۲ اکتبر ۲۰۰۲    |
| ۱۶۶۶۵۹ | 2002 TS33   | ۲ اکتبر ۲۰۰۲    |
| ۱۶۶۶۶۰ | 2002 TT33   | ۲ اکتبر ۲۰۰۲    |
| ۱۶۶۶۶۱ | 2002 TX37   | ۲ اکتبر ۲۰۰۲    |
| ۱۶۶۶۶۲ | 2002 TL44   | ۲ اکتبر ۲۰۰۲    |
| ۱۶۶۶۶۳ | 2002 TO46   | ۲ اکتبر ۲۰۰۲    |
| ۱۶۶۶۶۴ | 2002 TH49   | ۲ اکتبر ۲۰۰۲    |
| ۱۶۶۶۶۵ | 2002 TB56   | ۱ اکتبر ۲۰۰۲    |
| ۱۶۶۶۶۶ | 2002 TN57   | ۲ اکتبر ۲۰۰۲    |
| ۱۶۶۶۶۷ | 2002 TU57   | ۲ اکتبر ۲۰۰۲    |
| ۱۶۶۶۶۸ | 2002 TM58   | ۱ اکتبر ۲۰۰۲    |
| ۱۶۶۶۶۹ | 2002 TQ61   | ۳ اکتبر ۲۰۰۲    |
| ۱۶۶۶۷۰ | 2002 TY63   | ۴ اکتبر ۲۰۰۲    |
| ۱۶۶۶۷۱ | 2002 TP72   | ۳ اکتبر ۲۰۰۲    |
| ۱۶۶۶۷۲ | 2002 TM77   | ۱ اکتبر ۲۰۰۲    |
| ۱۶۶۶۷۳ | 2002 TZ79   | ۱ اکتبر ۲۰۰۲    |
| ۱۶۶۶۷۴ | 2002 TR84   | ۲ اکتبر ۲۰۰۲    |
| ۱۶۶۶۷۵ | 2002 TD86   | ۲ اکتبر ۲۰۰۲    |
| ۱۶۶۶۷۶ | 2002 TO92   | ۳ اکتبر ۲۰۰۲    |
| ۱۶۶۶۷۷ | 2002 TH99   | ۳ اکتبر ۲۰۰۲    |
| ۱۶۶۶۷۸ | 2002 TY107  | ۱ اکتبر ۲۰۰۲    |
| ۱۶۶۶۷۹ | 2002 TS109  | ۲ اکتبر ۲۰۰۲    |
| ۱۶۶۶۸۰ | 2002 TN110  | ۲ اکتبر ۲۰۰۲    |
| ۱۶۶۶۸۱ | 2002 TZ111  | ۳ اکتبر ۲۰۰۲    |
| ۱۶۶۶۸۲ | 2002 TM112  | ۳ اکتبر ۲۰۰۲    |
| ۱۶۶۶۸۳ | 2002 TN114  | ۳ اکتبر ۲۰۰۲    |
| ۱۶۶۶۸۴ | 2002 TA119  | ۳ اکتبر ۲۰۰۲    |
| ۱۶۶۶۸۵ | 2002 TB119  | ۳ اکتبر ۲۰۰۲    |
| ۱۶۶۶۸۶ | 2002 TN121  | ۳ اکتبر ۲۰۰۲    |
| ۱۶۶۶۸۷ | 2002 TE133  | ۴ اکتبر ۲۰۰۲    |
| ۱۶۶۶۸۸ | 2002 TA135  | ۴ اکتبر ۲۰۰۲    |
| ۱۶۶۶۸۹ | 2002 TZ138  | ۴ اکتبر ۲۰۰۲    |
| ۱۶۶۶۹۰ | 2002 TG143  | ۴ اکتبر ۲۰۰۲    |
| ۱۶۶۶۹۱ | 2002 TM144  | ۵ اکتبر ۲۰۰۲    |
| ۱۶۶۶۹۲ | 2002 TE148  | ۵ اکتبر ۲۰۰۲    |
| ۱۶۶۶۹۳ | 2002 TT149  | ۵ اکتبر ۲۰۰۲    |
| ۱۶۶۶۹۴ | 2002 TU159  | ۵ اکتبر ۲۰۰۲    |
| ۱۶۶۶۹۵ | 2002 TL164  | ۵ اکتبر ۲۰۰۲    |
| ۱۶۶۶۹۶ | 2002 TG165  | ۲ اکتبر ۲۰۰۲    |
| ۱۶۶۶۹۷ | 2002 TU169  | ۳ اکتبر ۲۰۰۲    |
| ۱۶۶۶۹۸ | 2002 TE172  | ۴ اکتبر ۲۰۰۲    |
| ۱۶۶۶۹۹ | 2002 TA174  | ۴ اکتبر ۲۰۰۲    |
| ۱۶۶۷۰۰ | 2002 TN174  | ۴ اکتبر ۲۰۰۲    |
| ۱۶۶۷۰۱ | 2002 TJ175  | ۴ اکتبر ۲۰۰۲    |
| ۱۶۶۷۰۲ | 2002 TX177  | ۱۱ اکتبر ۲۰۰۲   |
| ۱۶۶۷۰۳ | 2002 TT178  | ۱۲ اکتبر ۲۰۰۲   |
| ۱۶۶۷۰۴ | 2002 TJ179  | ۱۳ اکتبر ۲۰۰۲   |
| ۱۶۶۷۰۵ | 2002 TC182  | ۳ اکتبر ۲۰۰۲    |
| ۱۶۶۷۰۶ | 2002 TQ187  | ۴ اکتبر ۲۰۰۲    |
| ۱۶۶۷۰۷ | 2002 TS192  | ۵ اکتبر ۲۰۰۲    |
| ۱۶۶۷۰۸ | 2002 TD195  | ۳ اکتبر ۲۰۰۲    |
| ۱۶۶۷۰۹ | 2002 TM198  | ۵ اکتبر ۲۰۰۲    |
| ۱۶۶۷۱۰ | 2002 TA199  | ۵ اکتبر ۲۰۰۲    |
| ۱۶۶۷۱۱ | 2002 TL200  | ۱۰ اکتبر ۲۰۰۲   |
| ۱۶۶۷۱۲ | 2002 TP203  | ۴ اکتبر ۲۰۰۲    |
| ۱۶۶۷۱۳ | 2002 TJ204  | ۴ اکتبر ۲۰۰۲    |
| ۱۶۶۷۱۴ | 2002 TP205  | ۴ اکتبر ۲۰۰۲    |
| ۱۶۶۷۱۵ | 2002 TY206  | ۴ اکتبر ۲۰۰۲    |
| ۱۶۶۷۱۶ | 2002 TX208  | ۵ اکتبر ۲۰۰۲    |
| ۱۶۶۷۱۷ | 2002 TF210  | ۷ اکتبر ۲۰۰۲    |
| ۱۶۶۷۱۸ | 2002 TL213  | ۳ اکتبر ۲۰۰۲    |
| ۱۶۶۷۱۹ | 2002 TS217  | ۸ اکتبر ۲۰۰۲    |
| ۱۶۶۷۲۰ | 2002 TP226  | ۸ اکتبر ۲۰۰۲    |
| ۱۶۶۷۲۱ | 2002 TQ227  | ۸ اکتبر ۲۰۰۲    |
| ۱۶۶۷۲۲ | 2002 TO228  | ۷ اکتبر ۲۰۰۲    |
| ۱۶۶۷۲۳ | 2002 TY238  | ۷ اکتبر ۲۰۰۲    |
| ۱۶۶۷۲۴ | 2002 TF242  | ۹ اکتبر ۲۰۰۲    |
| ۱۶۶۷۲۵ | 2002 TY244  | ۷ اکتبر ۲۰۰۲    |
| ۱۶۶۷۲۶ | 2002 TJ246  | ۹ اکتبر ۲۰۰۲    |
| ۱۶۶۷۲۷ | 2002 TQ246  | ۹ اکتبر ۲۰۰۲    |
| ۱۶۶۷۲۸ | 2002 TV248  | ۷ اکتبر ۲۰۰۲    |
| ۱۶۶۷۲۹ | 2002 TH251  | ۷ اکتبر ۲۰۰۲    |
| ۱۶۶۷۳۰ | 2002 TG256  | ۹ اکتبر ۲۰۰۲    |
| ۱۶۶۷۳۱ | 2002 TB259  | ۹ اکتبر ۲۰۰۲    |
| ۱۶۶۷۳۲ | 2002 TS268  | ۹ اکتبر ۲۰۰۲    |
| ۱۶۶۷۳۳ | 2002 TW269  | ۹ اکتبر ۲۰۰۲    |
| ۱۶۶۷۳۴ | 2002 TC274  | ۹ اکتبر ۲۰۰۲    |
| ۱۶۶۷۳۵ | 2002 TW274  | ۹ اکتبر ۲۰۰۲    |
| ۱۶۶۷۳۶ | 2002 TP276  | ۹ اکتبر ۲۰۰۲    |
| ۱۶۶۷۳۷ | 2002 TD280  | ۱۰ اکتبر ۲۰۰۲   |
| ۱۶۶۷۳۸ | 2002 TV290  | ۱۰ اکتبر ۲۰۰۲   |
| ۱۶۶۷۳۹ | 2002 TX290  | ۱۰ اکتبر ۲۰۰۲   |
| ۱۶۶۷۴۰ | 2002 TN291  | ۱۰ اکتبر ۲۰۰۲   |
| ۱۶۶۷۴۱ | 2002 TU293  | ۱۱ اکتبر ۲۰۰۲   |
| ۱۶۶۷۴۲ | 2002 TO297  | ۱۱ اکتبر ۲۰۰۲   |
| ۱۶۶۷۴۳ | 2002 TQ297  | ۱۱ اکتبر ۲۰۰۲   |
| ۱۶۶۷۴۴ | 2002 TU298  | ۱۲ اکتبر ۲۰۰۲   |
| ۱۶۶۷۴۵ | 2002 TV307  | ۴ اکتبر ۲۰۰۲    |
| ۱۶۶۷۴۶ | 2002 TY311  | ۴ اکتبر ۲۰۰۲    |
| ۱۶۶۷۴۷ | 2002 TB316  | ۴ اکتبر ۲۰۰۲    |
| ۱۶۶۷۴۸ | 2002 TW320  | ۵ اکتبر ۲۰۰۲    |
| ۱۶۶۷۴۹ | 2002 TV366  | ۱۰ اکتبر ۲۰۰۲   |
| ۱۶۶۷۵۰ | 2002 TF376  | ۳ اکتبر ۲۰۰۲    |
| ۱۶۶۷۵۱ | 2002 UZ2    | ۲۸ اکتبر ۲۰۰۲   |
| ۱۶۶۷۵۲ | 2002 UC6    | ۲۸ اکتبر ۲۰۰۲   |
| ۱۶۶۷۵۳ | 2002 UJ6    | ۲۸ اکتبر ۲۰۰۲   |
| ۱۶۶۷۵۴ | 2002 US13   | ۲۸ اکتبر ۲۰۰۲   |
| ۱۶۶۷۵۵ | 2002 UK17   | ۲۸ اکتبر ۲۰۰۲   |
| ۱۶۶۷۵۶ | 2002 UB20   | ۲۸ اکتبر ۲۰۰۲   |
| ۱۶۶۷۵۷ | 2002 UM23   | ۳۱ اکتبر ۲۰۰۲   |
| ۱۶۶۷۵۸ | 2002 UL25   | ۳۰ اکتبر ۲۰۰۲   |
| ۱۶۶۷۵۹ | 2002 UN26   | ۳۱ اکتبر ۲۰۰۲   |
| ۱۶۶۷۶۰ | 2002 UW26   | ۳۱ اکتبر ۲۰۰۲   |
| ۱۶۶۷۶۱ | 2002 UE27   | ۳۱ اکتبر ۲۰۰۲   |
| ۱۶۶۷۶۲ | 2002 UE31   | ۲۸ اکتبر ۲۰۰۲   |
| ۱۶۶۷۶۳ | 2002 UC33   | ۳۱ اکتبر ۲۰۰۲   |
| ۱۶۶۷۶۴ | 2002 UE33   | ۳۱ اکتبر ۲۰۰۲   |
| ۱۶۶۷۶۵ | 2002 UN34   | ۳۰ اکتبر ۲۰۰۲   |
| ۱۶۶۷۶۶ | 2002 UZ48   | ۳۱ اکتبر ۲۰۰۲   |
| ۱۶۶۷۶۷ | 2002 UW49   | ۳۱ اکتبر ۲۰۰۲   |
| ۱۶۶۷۶۷ | 2002 VA     | ۱ نوامبر ۲۰۰۲   |
| ۱۶۶۷۶۹ | 2002 VQ4    | ۴ نوامبر ۲۰۰۲   |
| ۱۶۶۷۷۰ | 2002 VE9    | ۱ نوامبر ۲۰۰۲   |
| ۱۶۶۷۷۱ | 2002 VJ10   | ۱ نوامبر ۲۰۰۲   |
| ۱۶۶۷۷۲ | 2002 VH17   | ۵ نوامبر ۲۰۰۲   |
| ۱۶۶۷۷۳ | 2002 VZ17   | ۲ نوامبر ۲۰۰۲   |
| ۱۶۶۷۷۴ | 2002 VU18   | ۴ نوامبر ۲۰۰۲   |
| ۱۶۶۷۷۵ | 2002 VR19   | ۴ نوامبر ۲۰۰۲   |
| ۱۶۶۷۷۶ | 2002 VZ19   | ۴ نوامبر ۲۰۰۲   |
| ۱۶۶۷۷۷ | 2002 VA22   | ۵ نوامبر ۲۰۰۲   |
| ۱۶۶۷۷۸ | 2002 VU25   | ۵ نوامبر ۲۰۰۲   |
| ۱۶۶۷۷۹ | 2002 VA30   | ۵ نوامبر ۲۰۰۲   |
| ۱۶۶۷۸۰ | 2002 VX30   | ۵ نوامبر ۲۰۰۲   |
| ۱۶۶۷۸۱ | 2002 VE32   | ۵ نوامبر ۲۰۰۲   |
| ۱۶۶۷۸۲ | 2002 VH33   | ۵ نوامبر ۲۰۰۲   |
| ۱۶۶۷۸۳ | 2002 VD35   | ۵ نوامبر ۲۰۰۲   |
| ۱۶۶۷۸۴ | 2002 VD36   | ۵ نوامبر ۲۰۰۲   |
| ۱۶۶۷۸۵ | 2002 VN36   | ۵ نوامبر ۲۰۰۲   |
| ۱۶۶۷۸۶ | 2002 VH37   | ۴ نوامبر ۲۰۰۲   |
| ۱۶۶۷۸۷ | 2002 VE40   | ۸ نوامبر ۲۰۰۲   |
| ۱۶۶۷۸۸ | 2002 VX41   | ۵ نوامبر ۲۰۰۲   |
| ۱۶۶۷۸۹ | 2002 VR42   | ۶ نوامبر ۲۰۰۲   |
| ۱۶۶۷۹۰ | 2002 VS44   | ۴ نوامبر ۲۰۰۲   |
| ۱۶۶۷۹۱ | 2002 VH45   | ۵ نوامبر ۲۰۰۲   |
| ۱۶۶۷۹۲ | 2002 VU46   | ۵ نوامبر ۲۰۰۲   |
| ۱۶۶۷۹۳ | 2002 VK47   | ۵ نوامبر ۲۰۰۲   |
| ۱۶۶۷۹۴ | 2002 VT49   | ۵ نوامبر ۲۰۰۲   |
| ۱۶۶۷۹۵ | 2002 VV49   | ۵ نوامبر ۲۰۰۲   |
| ۱۶۶۷۹۶ | 2002 VH52   | ۶ نوامبر ۲۰۰۲   |
| ۱۶۶۷۹۷ | 2002 VF55   | ۶ نوامبر ۲۰۰۲   |
| ۱۶۶۷۹۸ | 2002 VK55   | ۶ نوامبر ۲۰۰۲   |
| ۱۶۶۷۹۹ | 2002 VB57   | ۶ نوامبر ۲۰۰۲   |
| ۱۶۶۸۰۰ | 2002 VC57   | ۶ نوامبر ۲۰۰۲   |
| ۱۶۶۸۰۱ | 2002 VY57   | ۶ نوامبر ۲۰۰۲   |
| ۱۶۶۸۰۲ | 2002 VG58   | ۶ نوامبر ۲۰۰۲   |
| ۱۶۶۸۰۳ | 2002 VJ58   | ۶ نوامبر ۲۰۰۲   |
| ۱۶۶۸۰۴ | 2002 VR64   | ۷ نوامبر ۲۰۰۲   |
| ۱۶۶۸۰۵ | 2002 VZ64   | ۷ نوامبر ۲۰۰۲   |
| ۱۶۶۸۰۶ | 2002 VP70   | ۷ نوامبر ۲۰۰۲   |
| ۱۶۶۸۰۷ | 2002 VU74   | ۷ نوامبر ۲۰۰۲   |
| ۱۶۶۸۰۸ | 2002 VS75   | ۷ نوامبر ۲۰۰۲   |
| ۱۶۶۸۰۹ | 2002 VO76   | ۷ نوامبر ۲۰۰۲   |
| ۱۶۶۸۱۰ | 2002 VT78   | ۷ نوامبر ۲۰۰۲   |
| ۱۶۶۸۱۱ | 2002 VC81   | ۷ نوامبر ۲۰۰۲   |
| ۱۶۶۸۱۲ | 2002 VU81   | ۷ نوامبر ۲۰۰۲   |
| ۱۶۶۸۱۳ | 2002 VK82   | ۷ نوامبر ۲۰۰۲   |
| ۱۶۶۸۱۴ | 2002 VA85   | ۸ نوامبر ۲۰۰۲   |
| ۱۶۶۸۱۵ | 2002 VL85   | ۸ نوامبر ۲۰۰۲   |
| ۱۶۶۸۱۶ | 2002 VO88   | ۱۱ نوامبر ۲۰۰۲  |
| ۱۶۶۸۱۷ | 2002 VP91   | ۱۱ نوامبر ۲۰۰۲  |
| ۱۶۶۸۱۸ | 2002 VS92   | ۱۱ نوامبر ۲۰۰۲  |
| ۱۶۶۸۱۹ | 2002 VK93   | ۱۱ نوامبر ۲۰۰۲  |
| ۱۶۶۸۲۰ | 2002 VX93   | ۱۲ نوامبر ۲۰۰۲  |
| ۱۶۶۸۲۱ | 2002 VK94   | ۱۲ نوامبر ۲۰۰۲  |
| ۱۶۶۸۲۲ | 2002 VV95   | ۱۱ نوامبر ۲۰۰۲  |
| ۱۶۶۸۲۳ | 2002 VE96   | ۱۱ نوامبر ۲۰۰۲  |
| ۱۶۶۸۲۴ | 2002 VH99   | ۱۳ نوامبر ۲۰۰۲  |
| ۱۶۶۸۲۵ | 2002 VN100  | ۱۱ نوامبر ۲۰۰۲  |
| ۱۶۶۸۲۶ | 2002 VV100  | ۱۱ نوامبر ۲۰۰۲  |
| ۱۶۶۸۲۷ | 2002 VJ101  | ۱۱ نوامبر ۲۰۰۲  |
| ۱۶۶۸۲۸ | 2002 VF104  | ۱۲ نوامبر ۲۰۰۲  |
| ۱۶۶۸۲۹ | 2002 VR104  | ۱۲ نوامبر ۲۰۰۲  |
| ۱۶۶۸۳۰ | 2002 VD107  | ۱۲ نوامبر ۲۰۰۲  |
| ۱۶۶۸۳۱ | 2002 VV111  | ۱۳ نوامبر ۲۰۰۲  |
| ۱۶۶۸۳۲ | 2002 VU112  | ۱۳ نوامبر ۲۰۰۲  |
| ۱۶۶۸۳۳ | 2002 VD114  | ۱۳ نوامبر ۲۰۰۲  |
| ۱۶۶۸۳۴ | 2002 VA118  | ۱۳ نوامبر ۲۰۰۲  |
| ۱۶۶۸۳۵ | 2002 VQ118  | ۱۲ نوامبر ۲۰۰۲  |
| ۱۶۶۸۳۶ | 2002 VL119  | ۱۲ نوامبر ۲۰۰۲  |
| ۱۶۶۸۳۷ | 2002 VS120  | ۱۲ نوامبر ۲۰۰۲  |
| ۱۶۶۸۳۸ | 2002 VY120  | ۱۲ نوامبر ۲۰۰۲  |
| ۱۶۶۸۳۹ | 2002 VD122  | ۱۳ نوامبر ۲۰۰۲  |
| ۱۶۶۸۴۰ | 2002 VT122  | ۱۳ نوامبر ۲۰۰۲  |
| ۱۶۶۸۴۱ | 2002 VX122  | ۱۳ نوامبر ۲۰۰۲  |
| ۱۶۶۸۴۲ | 2002 VS124  | ۱۲ نوامبر ۲۰۰۲  |
| ۱۶۶۸۴۳ | 2002 VU124  | ۱۲ نوامبر ۲۰۰۲  |
| ۱۶۶۸۴۴ | 2002 VR125  | ۱۴ نوامبر ۲۰۰۲  |
| ۱۶۶۸۴۵ | 2002 VT125  | ۱۴ نوامبر ۲۰۰۲  |
| ۱۶۶۸۴۶ | 2002 VL127  | ۱۳ نوامبر ۲۰۰۲  |
| ۱۶۶۸۴۷ | 2002 VM127  | ۱۳ نوامبر ۲۰۰۲  |
| ۱۶۶۸۴۸ | 2002 VX140  | ۱۲ نوامبر ۲۰۰۲  |
| ۱۶۶۸۴۹ | 2002 WE3    | ۲۴ نوامبر ۲۰۰۲  |
| ۱۶۶۸۵۰ | 2002 WF3    | ۲۴ نوامبر ۲۰۰۲  |
| ۱۶۶۸۵۱ | 2002 WJ8    | ۲۴ نوامبر ۲۰۰۲  |
| ۱۶۶۸۵۲ | 2002 WE9    | ۲۴ نوامبر ۲۰۰۲  |
| ۱۶۶۸۵۳ | 2002 WZ10   | ۲۵ نوامبر ۲۰۰۲  |
| ۱۶۶۸۵۴ | 2002 WC11   | ۲۵ نوامبر ۲۰۰۲  |
| ۱۶۶۸۵۵ | 2002 WM20   | ۲۷ نوامبر ۲۰۰۲  |
| ۱۶۶۸۵۶ | 2002 WC21   | ۲۴ نوامبر ۲۰۰۲  |
| ۱۶۶۸۵۶ | 2002 XE     | ۱ دسامبر ۲۰۰۲   |
| ۱۶۶۸۵۶ | 2002 XL     | ۱ دسامبر ۲۰۰۲   |
| ۱۶۶۸۵۹ | 2002 XH1    | ۱ دسامبر ۲۰۰۲   |
| ۱۶۶۸۶۰ | 2002 XN7    | ۲ دسامبر ۲۰۰۲   |
| ۱۶۶۸۶۱ | 2002 XB16   | ۳ دسامبر ۲۰۰۲   |
| ۱۶۶۸۶۲ | 2002 XR19   | ۲ دسامبر ۲۰۰۲   |
| ۱۶۶۸۶۳ | 2002 XM29   | ۵ دسامبر ۲۰۰۲   |
| ۱۶۶۸۶۴ | 2002 XP29   | ۵ دسامبر ۲۰۰۲   |
| ۱۶۶۸۶۵ | 2002 XT34   | ۶ دسامبر ۲۰۰۲   |
| ۱۶۶۸۶۶ | 2002 XO37   | ۶ دسامبر ۲۰۰۲   |
| ۱۶۶۸۶۷ | 2002 XH38   | ۶ دسامبر ۲۰۰۲   |
| ۱۶۶۸۶۸ | 2002 XN43   | ۶ دسامبر ۲۰۰۲   |
| ۱۶۶۸۶۹ | 2002 XJ47   | ۹ دسامبر ۲۰۰۲   |
| ۱۶۶۸۷۰ | 2002 XT47   | ۱۰ دسامبر ۲۰۰۲  |
| ۱۶۶۸۷۱ | 2002 XG48   | ۱۰ دسامبر ۲۰۰۲  |
| ۱۶۶۸۷۲ | 2002 XP50   | ۱۰ دسامبر ۲۰۰۲  |
| ۱۶۶۸۷۳ | 2002 XB51   | ۱۰ دسامبر ۲۰۰۲  |
| ۱۶۶۸۷۴ | 2002 XT55   | ۱۰ دسامبر ۲۰۰۲  |
| ۱۶۶۸۷۵ | 2002 XH60   | ۱۰ دسامبر ۲۰۰۲  |
| ۱۶۶۸۷۶ | 2002 XS60   | ۱۰ دسامبر ۲۰۰۲  |
| ۱۶۶۸۷۷ | 2002 XG61   | ۱۰ دسامبر ۲۰۰۲  |
| ۱۶۶۸۷۸ | 2002 XV78   | ۱۱ دسامبر ۲۰۰۲  |
| ۱۶۶۸۷۹ | 2002 XA82   | ۱۱ دسامبر ۲۰۰۲  |
| ۱۶۶۸۸۰ | 2002 XD83   | ۱۳ دسامبر ۲۰۰۲  |
| ۱۶۶۸۸۱ | 2002 XG88   | ۱۲ دسامبر ۲۰۰۲  |
| ۱۶۶۸۸۲ | 2002 XA90   | ۱۴ دسامبر ۲۰۰۲  |
| ۱۶۶۸۸۳ | 2002 XJ90   | ۱۴ دسامبر ۲۰۰۲  |
| ۱۶۶۸۸۴ | 2002 XJ102  | ۵ دسامبر ۲۰۰۲   |
| ۱۶۶۸۸۵ | 2002 YS2    | ۲۸ دسامبر ۲۰۰۲  |
| ۱۶۶۸۸۶ | Ybl         | ۲۵ دسامبر ۲۰۰۲  |
| ۱۶۶۸۸۷ | 2002 YN3    | ۲۸ دسامبر ۲۰۰۲  |
| ۱۶۶۸۸۸ | 2002 YY6    | ۲۸ دسامبر ۲۰۰۲  |
| ۱۶۶۸۸۹ | 2002 YR16   | ۳۱ دسامبر ۲۰۰۲  |
| ۱۶۶۸۹۰ | 2002 YA17   | ۳۱ دسامبر ۲۰۰۲  |
| ۱۶۶۸۹۱ | 2002 YS22   | ۳۱ دسامبر ۲۰۰۲  |
| ۱۶۶۸۹۲ | 2002 YY23   | ۳۱ دسامبر ۲۰۰۲  |
| ۱۶۶۸۹۳ | 2002 YW26   | ۳۱ دسامبر ۲۰۰۲  |
| ۱۶۶۸۹۴ | 2002 YO32   | ۲۷ دسامبر ۲۰۰۲  |
| ۱۶۶۸۹۵ | 2002 YD35   | ۳۱ دسامبر ۲۰۰۲  |
| ۱۶۶۸۹۶ | 2003 AV1    | ۲ ژانویه ۲۰۰۳   |
| ۱۶۶۸۹۷ | 2003 AD2    | ۲ ژانویه ۲۰۰۳   |
| ۱۶۶۸۹۸ | 2003 AQ2    | ۲ ژانویه ۲۰۰۳   |
| ۱۶۶۸۹۹ | 2003 AT4    | ۱ ژانویه ۲۰۰۳   |
| ۱۶۶۹۰۰ | 2003 AJ7    | ۲ ژانویه ۲۰۰۳   |
| ۱۶۶۹۰۱ | 2003 AS16   | ۳ ژانویه ۲۰۰۳   |
| ۱۶۶۹۰۲ | 2003 AQ22   | ۵ ژانویه ۲۰۰۳   |
| ۱۶۶۹۰۳ | 2003 AQ52   | ۵ ژانویه ۲۰۰۳   |
| ۱۶۶۹۰۴ | 2003 AH67   | ۷ ژانویه ۲۰۰۳   |
| ۱۶۶۹۰۵ | 2003 AJ72   | ۱۱ ژانویه ۲۰۰۳  |
| ۱۶۶۹۰۶ | 2003 AA81   | ۱۲ ژانویه ۲۰۰۳  |
| ۱۶۶۹۰۷ | 2003 AF82   | ۱۳ ژانویه ۲۰۰۳  |
| ۱۶۶۹۰۸ | 2003 AH82   | ۱۳ ژانویه ۲۰۰۳  |
| ۱۶۶۹۰۹ | 2003 AY87   | ۱ ژانویه ۲۰۰۳   |
| ۱۶۶۹۱۰ | 2003 BN46   | ۳۰ ژانویه ۲۰۰۳  |
| ۱۶۶۹۱۱ | 2003 BW48   | ۲۶ ژانویه ۲۰۰۳  |
| ۱۶۶۹۱۲ | 2003 BB55   | ۲۷ ژانویه ۲۰۰۳  |
| ۱۶۶۹۱۳ | 2003 BG78   | ۳۱ ژانویه ۲۰۰۳  |
| ۱۶۶۹۱۴ | 2003 CE4    | ۱ فوریه ۲۰۰۳    |
| ۱۶۶۹۱۵ | 2003 DV21   | ۲۸ فوریه ۲۰۰۳   |
| ۱۶۶۹۱۶ | 2003 EL17   | ۵ مارس ۲۰۰۳     |
| ۱۶۶۹۱۷ | 2003 EL34   | ۷ مارس ۲۰۰۳     |
| ۱۶۶۹۱۸ | 2003 FR39   | ۲۴ مارس ۲۰۰۳    |
| ۱۶۶۹۱۹ | 2003 FT45   | ۲۴ مارس ۲۰۰۳    |
| ۱۶۶۹۲۰ | 2003 FS47   | ۲۴ مارس ۲۰۰۳    |
| ۱۶۶۹۲۱ | 2003 FV77   | ۲۷ مارس ۲۰۰۳    |
| ۱۶۶۹۲۲ | 2003 FR88   | ۲۸ مارس ۲۰۰۳    |
| ۱۶۶۹۲۳ | 2003 FX92   | ۲۹ مارس ۲۰۰۳    |
| ۱۶۶۹۲۴ | 2003 FB104  | ۲۴ مارس ۲۰۰۳    |
| ۱۶۶۹۲۵ | 2003 FN127  | ۲۷ مارس ۲۰۰۳    |
| ۱۶۶۹۲۶ | 2003 GL3    | ۱ آوریل ۲۰۰۳    |
| ۱۶۶۹۲۷ | 2003 GQ8    | ۳ آوریل ۲۰۰۳    |
| ۱۶۶۹۲۸ | 2003 GD13   | ۱ آوریل ۲۰۰۳    |
| ۱۶۶۹۲۹ | 2003 GP43   | ۹ آوریل ۲۰۰۳    |
| ۱۶۶۹۳۰ | 2003 GA48   | ۸ آوریل ۲۰۰۳    |
| ۱۶۶۹۳۰ | 2003 HQ     | ۲۰ آوریل ۲۰۰۳   |
| ۱۶۶۹۳۲ | 2003 HT10   | ۲۵ آوریل ۲۰۰۳   |
| ۱۶۶۹۳۳ | 2003 HN11   | ۲۴ آوریل ۲۰۰۳   |
| ۱۶۶۹۳۴ | 2003 HB16   | ۲۴ آوریل ۲۰۰۳   |
| ۱۶۶۹۳۵ | 2003 HF28   | ۲۶ آوریل ۲۰۰۳   |
| ۱۶۶۹۳۶ | 2003 HP28   | ۲۶ آوریل ۲۰۰۳   |
| ۱۶۶۹۳۷ | 2003 HF39   | ۲۹ آوریل ۲۰۰۳   |
| ۱۶۶۹۳۸ | 2003 HC40   | ۲۹ آوریل ۲۰۰۳   |
| ۱۶۶۹۳۹ | 2003 HD41   | ۲۹ آوریل ۲۰۰۳   |
| ۱۶۶۹۴۰ | 2003 HU44   | ۲۸ آوریل ۲۰۰۳   |
| ۱۶۶۹۴۱ | 2003 HQ46   | ۲۸ آوریل ۲۰۰۳   |
| ۱۶۶۹۴۲ | 2003 HP48   | ۳۰ آوریل ۲۰۰۳   |
| ۱۶۶۹۴۳ | 2003 HL50   | ۲۹ آوریل ۲۰۰۳   |
| ۱۶۶۹۴۴ | 2003 HP53   | ۲۵ آوریل ۲۰۰۳   |
| ۱۶۶۹۴۵ | 2003 HS54   | ۲۴ آوریل ۲۰۰۳   |
| ۱۶۶۹۴۶ | 2003 JD8    | ۲ مه ۲۰۰۳       |
| ۱۶۶۹۴۷ | 2003 JS8    | ۲ مه ۲۰۰۳       |
| ۱۶۶۹۴۸ | 2003 JL9    | ۲ مه ۲۰۰۳       |
| ۱۶۶۹۴۹ | 2003 JU10   | ۵ مه ۲۰۰۳       |
| ۱۶۶۹۵۰ | 2003 JJ14   | ۸ مه ۲۰۰۳       |
| ۱۶۶۹۵۱ | 2003 KB4    | ۲۳ مه ۲۰۰۳      |
| ۱۶۶۹۵۲ | 2003 KE17   | ۲۶ مه ۲۰۰۳      |
| ۱۶۶۹۵۳ | 2003 KE30   | ۲۵ مه ۲۰۰۳      |
| ۱۶۶۹۵۴ | 2003 LY1    | ۲ ژوئن ۲۰۰۳     |
| ۱۶۶۹۵۵ | 2003 MO4    | ۲۶ ژوئن ۲۰۰۳    |
| ۱۶۶۹۵۶ | 2003 MK6    | ۲۷ ژوئن ۲۰۰۳    |
| ۱۶۶۹۵۷ | 2003 MF8    | ۲۸ ژوئن ۲۰۰۳    |
| ۱۶۶۹۵۸ | 2003 MN8    | ۲۸ ژوئن ۲۰۰۳    |
| ۱۶۶۹۵۹ | 2003 MF12   | ۲۹ ژوئن ۲۰۰۳    |
| ۱۶۶۹۵۹ | 2003 NS     | ۱ ژوئیه ۲۰۰۳    |
| ۱۶۶۹۶۱ | 2003 NZ1    | ۲ ژوئیه ۲۰۰۳    |
| ۱۶۶۹۶۲ | 2003 NB2    | ۱ ژوئیه ۲۰۰۳    |
| ۱۶۶۹۶۳ | 2003 NN2    | ۳ ژوئیه ۲۰۰۳    |
| ۱۶۶۹۶۴ | 2003 NK3    | ۴ ژوئیه ۲۰۰۳    |
| ۱۶۶۹۶۵ | 2003 NZ7    | ۸ ژوئیه ۲۰۰۳    |
| ۱۶۶۹۶۶ | 2003 OT1    | ۲۱ ژوئیه ۲۰۰۳   |
| ۱۶۶۹۶۷ | 2003 OH2    | ۲۲ ژوئیه ۲۰۰۳   |
| ۱۶۶۹۶۸ | 2003 OQ2    | ۲۲ ژوئیه ۲۰۰۳   |
| ۱۶۶۹۶۹ | 2003 OR3    | ۲۲ ژوئیه ۲۰۰۳   |
| ۱۶۶۹۷۰ | 2003 OV3    | ۲۲ ژوئیه ۲۰۰۳   |
| ۱۶۶۹۷۱ | 2003 OD4    | ۲۱ ژوئیه ۲۰۰۳   |
| ۱۶۶۹۷۲ | 2003 OJ4    | ۲۲ ژوئیه ۲۰۰۳   |
| ۱۶۶۹۷۳ | 2003 OV5    | ۲۴ ژوئیه ۲۰۰۳   |
| ۱۶۶۹۷۴ | 2003 OZ5    | ۲۴ ژوئیه ۲۰۰۳   |
| ۱۶۶۹۷۵ | 2003 OE10   | ۲۵ ژوئیه ۲۰۰۳   |
| ۱۶۶۹۷۶ | 2003 OW10   | ۲۷ ژوئیه ۲۰۰۳   |
| ۱۶۶۹۷۷ | 2003 OK12   | ۲۲ ژوئیه ۲۰۰۳   |
| ۱۶۶۹۷۸ | 2003 OJ13   | ۲۸ ژوئیه ۲۰۰۳   |
| ۱۶۶۹۷۹ | 2003 OP14   | ۲۲ ژوئیه ۲۰۰۳   |
| ۱۶۶۹۸۰ | 2003 OH15   | ۲۳ ژوئیه ۲۰۰۳   |
| ۱۶۶۹۸۱ | 2003 OC19   | ۳۰ ژوئیه ۲۰۰۳   |
| ۱۶۶۹۸۲ | 2003 OT21   | ۲۸ ژوئیه ۲۰۰۳   |
| ۱۶۶۹۸۳ | 2003 OT23   | ۲۲ ژوئیه ۲۰۰۳   |
| ۱۶۶۹۸۴ | 2003 OX25   | ۲۴ ژوئیه ۲۰۰۳   |
| ۱۶۶۹۸۵ | 2003 OW27   | ۲۴ ژوئیه ۲۰۰۳   |
| ۱۶۶۹۸۶ | 2003 OO28   | ۲۴ ژوئیه ۲۰۰۳   |
| ۱۶۶۹۸۷ | 2003 OW28   | ۲۴ ژوئیه ۲۰۰۳   |
| ۱۶۶۹۸۸ | 2003 OC30   | ۲۴ ژوئیه ۲۰۰۳   |
| ۱۶۶۹۸۹ | 2003 OL30   | ۲۴ ژوئیه ۲۰۰۳   |
| ۱۶۶۹۹۰ | 2003 OR32   | ۲۴ ژوئیه ۲۰۰۳   |
| ۱۶۶۹۹۰ | 2003 PY     | ۱ اوت ۲۰۰۳      |
| ۱۶۶۹۹۲ | 2003 PX1    | ۱ اوت ۲۰۰۳      |
| ۱۶۶۹۹۳ | 2003 PY1    | ۱ اوت ۲۰۰۳      |
| ۱۶۶۹۹۴ | 2003 PZ2    | ۲ اوت ۲۰۰۳      |
| ۱۶۶۹۹۵ | 2003 PQ3    | ۲ اوت ۲۰۰۳      |
| ۱۶۶۹۹۶ | 2003 PC4    | ۲ اوت ۲۰۰۳      |
| ۱۶۶۹۹۷ | 2003 PA5    | ۴ اوت ۲۰۰۳      |
| ۱۶۶۹۹۸ | 2003 PE5    | ۴ اوت ۲۰۰۳      |
| ۱۶۶۹۹۹ | 2003 PR5    | ۱ اوت ۲۰۰۳      |
| ۱۶۷۰۰۰ | 2003 PE6    | ۱ اوت ۲۰۰۳      |